# هلسنكي
هِلْسِنكِي (بالفنلندية: Helsinki؛ بالسويدية: ) عاصمة فنلندا وأكبر مدنها. تقع بإقليم أوسيما جنوبي البلاد على ضفاف خليج فنلندا في بحر البلطيق. يبلغ عدد سكان هلسنكي 616,042 نسمة، ما يجعلها البلدية الأكثر سكانًا في فنلندا وبفارق كبير. تبعد هلسنكي 400 كم إلى الشرق من العاصمة السويدية ستوكهولم، و300 كيلومترًا غرب سانت بطرسبرغ الروسية، و80 كيلومترًا شمال العاصمة الإستونية تالين. وهي مدن لها صلات وثيقة بهلسنكي.
تشكل بلدية هلسنكي قلب منطقة هلسنكي الكبرى التي تضم مدينة هلسنكي وثلاث مدن مجاورة. اثنتان من هذه المدن هما إسبو وفانتا ملاصفتان لحدود هلسنكي البلدية غربًا وشمالًا. المدينة الثالثة كاونياينن جيب داخلي لمدينة إسبو كما تضم المنطقة 9 ضواحي تابعة. منطقة هلسنكي الكبرى هي أقصى المناطق الحضرية شمالاً على الأرض ويعيش بها إجمالًا 1.3 مليون نسمة، أي أن ما يقرب من رُبع الفنلنديين. كما أن المدينة هي أقصى عواصم أعضاء الاتحاد الأوروبي شمالًا.
و هلسنكي هي أكبر مركز سياسي وتعليمي ومالي وثقافي وبحثي في فنلندا. كما أنها مدينة إقليمية هامة في بحر البلطيق وشمال أوروبا. وقد استقرت حوالي 70٪ من الشركات الأجنبية العاملة في فنلندا بمنطقة هلسنكي.
منذ أوائل عام 2009، بدأ التفكير مليًا باحتمال دمج فانتا في هلسنكي. فقد وافق مجلس مدينة فانتا في 30 مارس 2009 على مراجعة اقتراح هلسنكي بشأن الاندماج المحتمل، مؤكدًا أن المراجعة لا تتعلق بإمكانية إنهاء وجود مدينة فانتا.
في عام 2009، اختار المجلس الدولي لجمعيات التصميم الصناعي هلسنكي لتكون عاصمة التصميم العالمي لعام 2012. حظيت هلسنكي باللقب بفارق ضئيل عن آيندهوفن الهولندية.

## التاريخ

### التاريخ المبكر

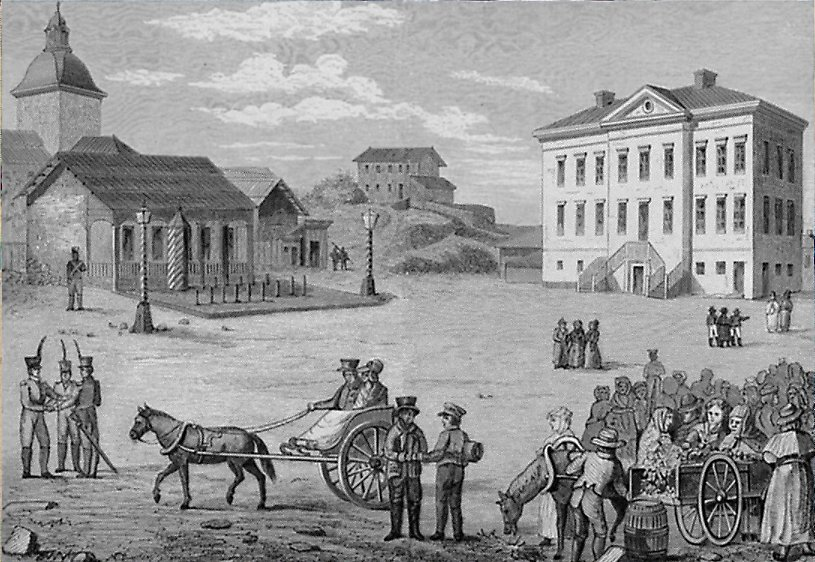
وسط هلسنكي في عام 1820 قبل إعادة البناء. من رسم كارل لودفيش إنغل.

أسس الملك غوستاف الأول هلسنكي سنة 1550 باسم بلدة هلسنغفورس لتكون منافسة لمدينة ريفال (اليوم: تالين) الهانزية. مع قلة المشاريع القادمة ظلت هلسنكي بلدة ساحلية صغيرة لأمد طويل، ابتلاها الفقر الحروب الأمراض. قتل وباء الطاعون عام 1710 الجزء الأكبر من سكان هلسنكي. ساعد بناء قلعة سفيابورغ البحرية في القرن الثامن عشر على تحسين حالة هلسنكي، وبعد هزيمة السويد علي يد روسيا في الحرب الفنلندية سنة 1809 وضم فنلندا إلى روسيا بتأسيس دوقية فنلندا الكبرى ذاتية الحكم بدأت هلسنكي تتحول إلى مدينة كبرى.
نقل القيصر ألكسندر الأول العاصمة من توركو إلى هلسنكي للحد من التأثير السويدي في فنلندا. ونقلت أكاديمية توركو الملكية جامعة البلاد الوحيدة آنذاك إلى هلسنكي في 1827 وصارت في نهاية المطاف جامعة هلسنكي الحديثة. عزز هذا النقل من دور المدينة الجديد، وساعد في وضعها على سكة النمو المستمر. يتضح هذا التحول للغاية في مركز وسط المدينة، والذي أعيد بناؤه على الطراز الكلاسيكي الحديث لتشبه سانت بطرسبورغ. كما في أماكن أخرى، كان التقدم التكنولوجي مثل السكك الحديدية التصنيع عاملاً رئيسياً وراء نماء المدينة.

### القرن العشرين

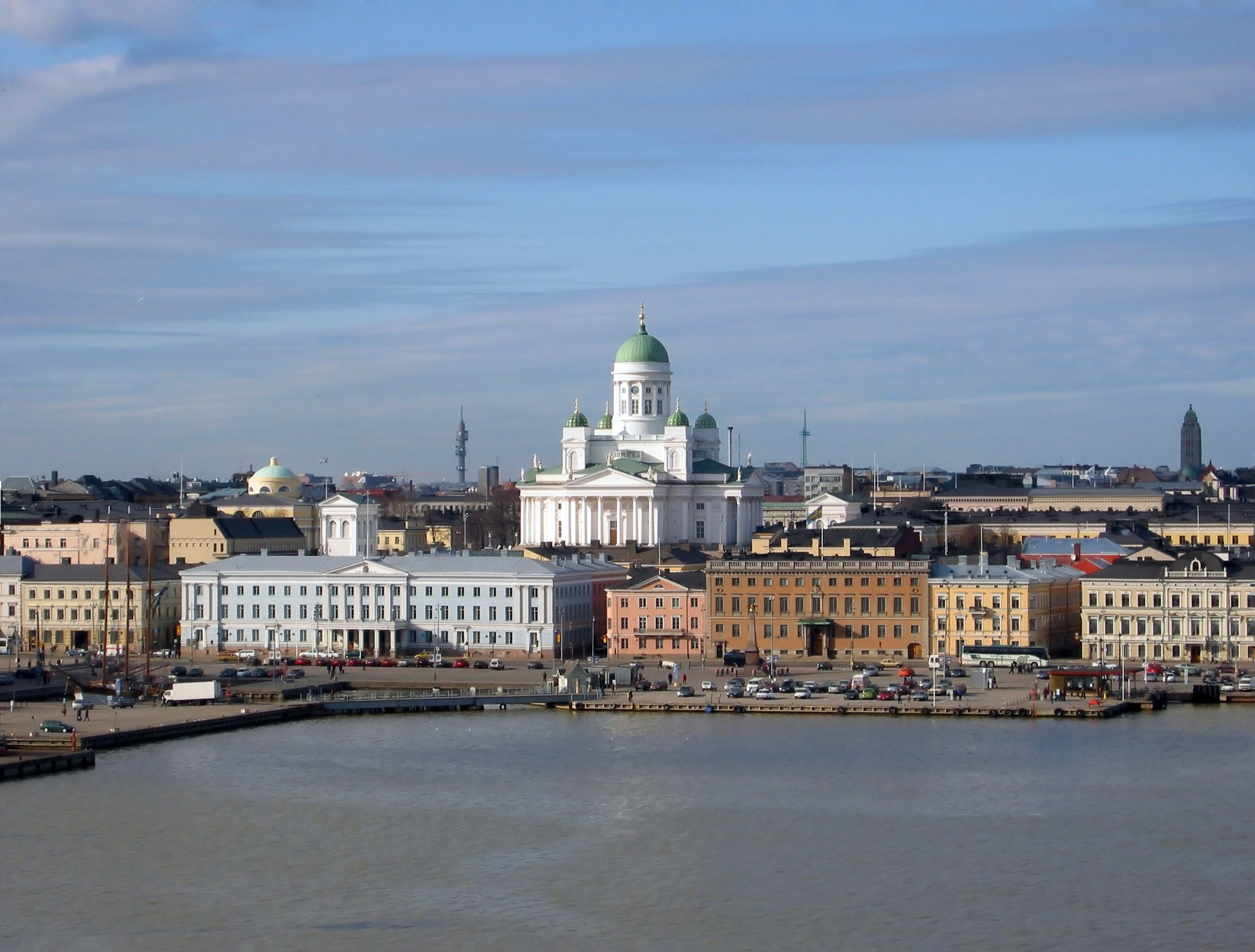
هلسنكي

اندلعت الحرب الأهلية الفنلندية في عام 1918، وسقطت هلسنكي في قبضة الحرس الأحمر في أول أيامها 28 يناير. بسط الحـُمر سيطرتهم على جنوب فنلندا بالكامل بعد قتال طفيف. فر معظم أعضاء مجلس الشيوخ إلى مدينة فآسا، مع أن بعض أعضاءه ومسؤولين ظلوا مختبئين في العاصمة. بعد أن تحول مسار الحرب ضد القوات الحمراء، دخلت القوات الألمانية المتحالفة مع الحكومة البيضاء هلسنكي في أبريل 1918.
خلافا لتامبيري، عانت هلسنكي نسبياً أضراراً طفيفة في الحرب. بعد انتصار البيض زُج بالعديد من الحـُمر السابقيين في معسكرات الاعتقال، وضم أكبرها نحو 13.300 معتقل ويقع على قلعة سوومنلينا الجزيرة في هلسنكي. رغم أن الحرب الأهلية تركت جرحاً غائراً في المجتمع، بدأ مستوى المعيشة في البلاد والمدينة بالتحسن في العقد التالي. وضع مشاهير المعماريين مثل إلييل سآرينن مخططات يوطوبية لهلسنكي، إلا أنها لم تـُنجز بشكل تام أبداً.
أثناء القصف الجوي في حرب الشتاء (1939-1940) وحرب الاستمرار (1941-1944) هاجمت القاذفات السوفياتية هلسنكي. جرت أعنف هذه الغارات الجوية في ربيع عام 1944، عندما ألقت أكثر من 2000 طائرة سوفياتية نحو 16,000 قنبلة على المدينة وما جاورها. ولحسن الحظ نجحت جهود الدفاع الجوي في إنقاذ هلسنكي من الدمار الذي أطبق على العديد من المدن الأوروبية الأخرى.
رغم صخب النصف الأول من القرن العشرين، واصلت هلسنكي التطور باطراد. كان من أبرز الأحداث استضافتها لدورة الألعاب الأولمبية سنة 1952. ضاعف تحضر فنلندا المتسارع في السبعينات والمتأخر نسبياً في السياق الأوروبي من عدد السكان في منطقة هلسنكي، وأدى إلى تطور نظام قطار أنفاق هلسنكي. كانت منطقة هلسنكي الكبرى إحدى أسرع مراكز الحضرية نمواً في الاتحاد الأوروبي في التسعينات. غالباً ما تعزى هذه الطفرة المتأخرة في النمو لكثافة هلسنكي السكانية القليلة نسبياً ولتخطيطها الخاص.

## الاسم
الاسم السويدي هلسنغفورس (Helsingfors) هو الاسم الرسمي الأصلي لمدينة هلسنكي. ربما نبع الشكل الفنلندي لاسم المدينة المؤسسة من هلسنغا (Helsinga) وأسماء مشابهة استخدمت للنهر الذي يعرف حالياً باسم فانتانيوكي كما هو موثق بالفعل في القرن الرابع عشر. يستخدم اسم هلسنكي للإشارة إلى المدينة في كل اللغات عدا السويدية والنرويجية. أتى اسم هلسنغفورس من الرعية المحيطة بها هلسنغي (Helsinge) (مصدر هلسنكي الفنلندية) إضافة إلى كلمة منحدرات النهر (بالسويدية: fors) الذي انساب خلال القرية الأصلي. وربما اسم هلسنغي جاء من مستوطنين سويديين قروسطيين جاءوا من هلسنغلند في السويد. واحتمال آخر بأن يكون الاسم مشتق من كلمة هالس (hals) السويدية (رقبة) في إشارة إلى أضيق جزء من النهر ألا وهو المنحدرات. حل الناطقون بالفنلندية محل أولئك الناطقين بالسويدية كأغلبية بين سكان المدينة في عام 1890، أي ما يقرب من 30 عاماً قبل الاستقلال فنلندا. في عام 2008، تكلم 35.125 شخصاً السويدية كلغة أولى مشكلين 6% من سكان هلسنكي.
في عامية هلسنكي تسمى المدينة أيضاً ستادي (Stadi) (من كلمة ستاد (stad) السويدية التي تعني مدينة) وفي العامية الفنلندية هسا (Hesa). هلسـّت (Helsset) هو اسم هلسنكي بلغة سامي الشمالية.

## الجغرافيا

خريطة التقسيم الإداري لمدينة هلسنكي في عام 2009.

تمتد هلسنكي عبر عدد من الخلجان وعدد من الجزر وأشباه الجزر. تشغل منطقة المدينة الداخلية شبه جزيرة جنوبية، نادراً ما يشار إليها باسمها الفعلي فيرونييمي. الكثافة السكانية في مناطق معينة من منطقة المدينة الداخلية مرتفعة جداً، تصل حتى 16494 نسمة لكل كيلومتر مربع في حي كاليو، ولكن الكثافة السكانية لهلسنكي بالكامل هي 3050 نسمة لكل كيلومتر مربع وتعتبر منخفضة بالمقارنة مع غيرها من العواصم الأوروبية. يضم الكثير من خارج منطقة هلسنكي الداخلية ضواحي ما بعد الحرب مفصولة عن بعضها ببقع غابية. 10 كيلومترات ضيقة على طول حديقة هلسنكي المركزي الممتدة من المدينة الداخلية حتى حدود هلسنكي الشمالية هي منطقة ترفيهية هامة لأهالي المدينة.
من جزر هلسنكي الجديرة الذكر سيوراسآري ولاوتاسآري وكوركياسآري - وهي أيضاً أكبر حديقة للحيوانات في البلاد - فضلا عن قلعة سوومنلينا الجزيرة وجزيرة سانتاهامينا العسكرية.

### المناخ
مناخ المدينة قاري معتدل. نظرا للتأثير المخفف لبحر البلطيق ولتيار الخليج فإن درجات الحرارة شتاءً أعلى بكثير مما قد يوحي به موقعها الشمالي، بمتوسط يبلغ في يناير وفبراير حوالي -5° م. عادة ما تنخفض درجات الحرارة لأقل من -20° م لأسبوع أو لاثنين في السنة. غير أنه، نظراً لخطوط العرض يستمر النهار أقل من ست ساعات عند حوالي الانقلاب الشتوي ويكون الطقس غائماً جداً في هذا الوقت من العام فيسود الظلام. في المقابل تتمتع هلسنكي بنهارات طويلة في الصيف، ما يقرب من 19 ساعة عند حوالي الانقلاب الصيفي. متوسط درجة الحرارة القصوى من يونيو إلى أغسطس حوالي 19° م إلى 21° م. أعلى درجة حرارة سجلت في مركز المدينة كانت 31.6° م في 18 يوليو 1945 وأقلها -34.3° م في 10 يناير 1987.
| البيانات المناخية لـهلسنكي                      | البيانات المناخية لـهلسنكي | البيانات المناخية لـهلسنكي | البيانات المناخية لـهلسنكي | البيانات المناخية لـهلسنكي | البيانات المناخية لـهلسنكي | البيانات المناخية لـهلسنكي | البيانات المناخية لـهلسنكي | البيانات المناخية لـهلسنكي | البيانات المناخية لـهلسنكي | البيانات المناخية لـهلسنكي | البيانات المناخية لـهلسنكي | البيانات المناخية لـهلسنكي | البيانات المناخية لـهلسنكي |
| الشهر                                           | يناير                      | فبراير                     | مارس                       | أبريل                      | مايو                       | يونيو                      | يوليو                      | أغسطس                      | سبتمبر                     | أكتوبر                     | نوفمبر                     | ديسمبر                     | المعدل السنوي              |
| ----------------------------------------------- | -------------------------- | -------------------------- | -------------------------- | -------------------------- | -------------------------- | -------------------------- | -------------------------- | -------------------------- | -------------------------- | -------------------------- | -------------------------- | -------------------------- | -------------------------- |
| الدرجة القصوى °م (°ف)                           | 8.5 (47.3)                 | 10.3 (50.5)                | 15.1 (59.2)                | 21.9 (71.4)                | 27.6 (81.7)                | 30.9 (87.6)                | 31.6 (88.9)                | 31.2 (88.2)                | 26.2 (79.2)                | 17.5 (63.5)                | 11.6 (52.9)                | 9.8 (49.6)                 | 31.6 (88.9)                |
| متوسط درجة الحرارة الكبرى °م (°ف)               | −1.7 (28.9)                | −2.3 (27.9)                | 1.2 (34.2)                 | 6.8 (44.2)                 | 14.0 (57.2)                | 18.7 (65.7)                | 20.9 (69.6)                | 19.3 (66.7)                | 13.9 (57.0)                | 8.6 (47.5)                 | 3.6 (38.5)                 | 0.2 (32.4)                 | 8.6 (47.5)                 |
| المتوسط اليومي °م (°ف)                          | −4.3 (24.3)                | −5.0 (23.0)                | −1.5 (29.3)                | 3.6 (38.5)                 | 10.0 (50.0)                | 14.9 (58.8)                | 17.3 (63.1)                | 16.0 (60.8)                | 11.0 (51.8)                | 6.2 (43.2)                 | 1.4 (34.5)                 | −2.4 (27.7)                | 5.6 (42.1)                 |
| متوسط درجة الحرارة الصغرى °م (°ف)               | −6.9 (19.6)                | −7.7 (18.1)                | −4.2 (24.4)                | 0.4 (32.7)                 | 6.0 (42.8)                 | 11.0 (51.8)                | 13.7 (56.7)                | 12.6 (54.7)                | 8.1 (46.6)                 | 3.8 (38.8)                 | −0.8 (30.6)                | −5 (23)                    | 2.6 (36.7)                 |
| أدنى درجة حرارة °م (°ف)                         | −34.3 (−29.7)              | −31.5 (−24.7)              | −24.5 (−12.1)              | −16.3 (2.7)                | −4.8 (23.4)                | 0.7 (33.3)                 | 5.4 (41.7)                 | 2.8 (37.0)                 | −4.5 (23.9)                | −11.6 (11.1)               | −18.6 (−1.5)               | −29.5 (−21.1)              | −34.3 (−29.7)              |
| الهطول مم (إنش)                                 | 47 (1.9)                   | 36 (1.4)                   | 38 (1.5)                   | 36 (1.4)                   | 32 (1.3)                   | 49 (1.9)                   | 62 (2.4)                   | 78 (3.1)                   | 66 (2.6)                   | 73 (2.9)                   | 68 (2.7)                   | 58 (2.3)                   | 643 (25.4)                 |
| متوسط تساقط الثلوج سم (إنش)                     | 20 (7.9)                   | 24 (9.4)                   | 15 (5.9)                   | 0.4 (0.2)                  | 0 (0)                      | 0 (0)                      | 0 (0)                      | 0 (0)                      | 0 (0)                      | 0 (0)                      | 3 (1.2)                    | 10 (3.9)                   | 72.4 (28.5)                |
| ساعات سطوع الشمس الشهرية                        | 38                         | 70                         | 138                        | 194                        | 284                        | 297                        | 291                        | 238                        | 150                        | 93                         | 36                         | 29                         | 1٬858                      |
| المصدر: الإحصاءات المناخية للفترة بين 1971-2000 |                            |                            |                            |                            |                            |                            |                            |                            |                            |                            |                            |                            |                            |

## المعمار

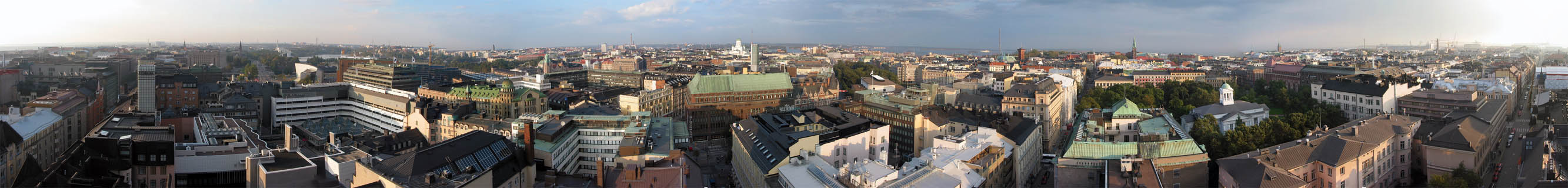
منظر بانورامي لأحد أجزاء العاصمة هلسنكي

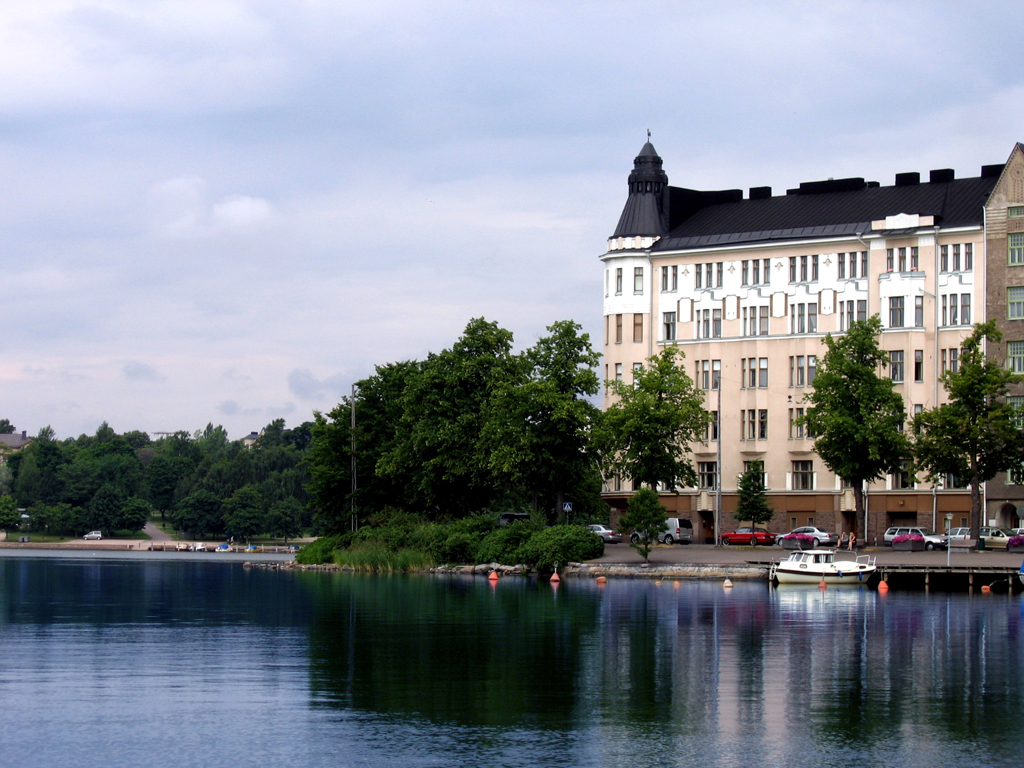
المنظر صيفاً في كايسانييمنلهتي.

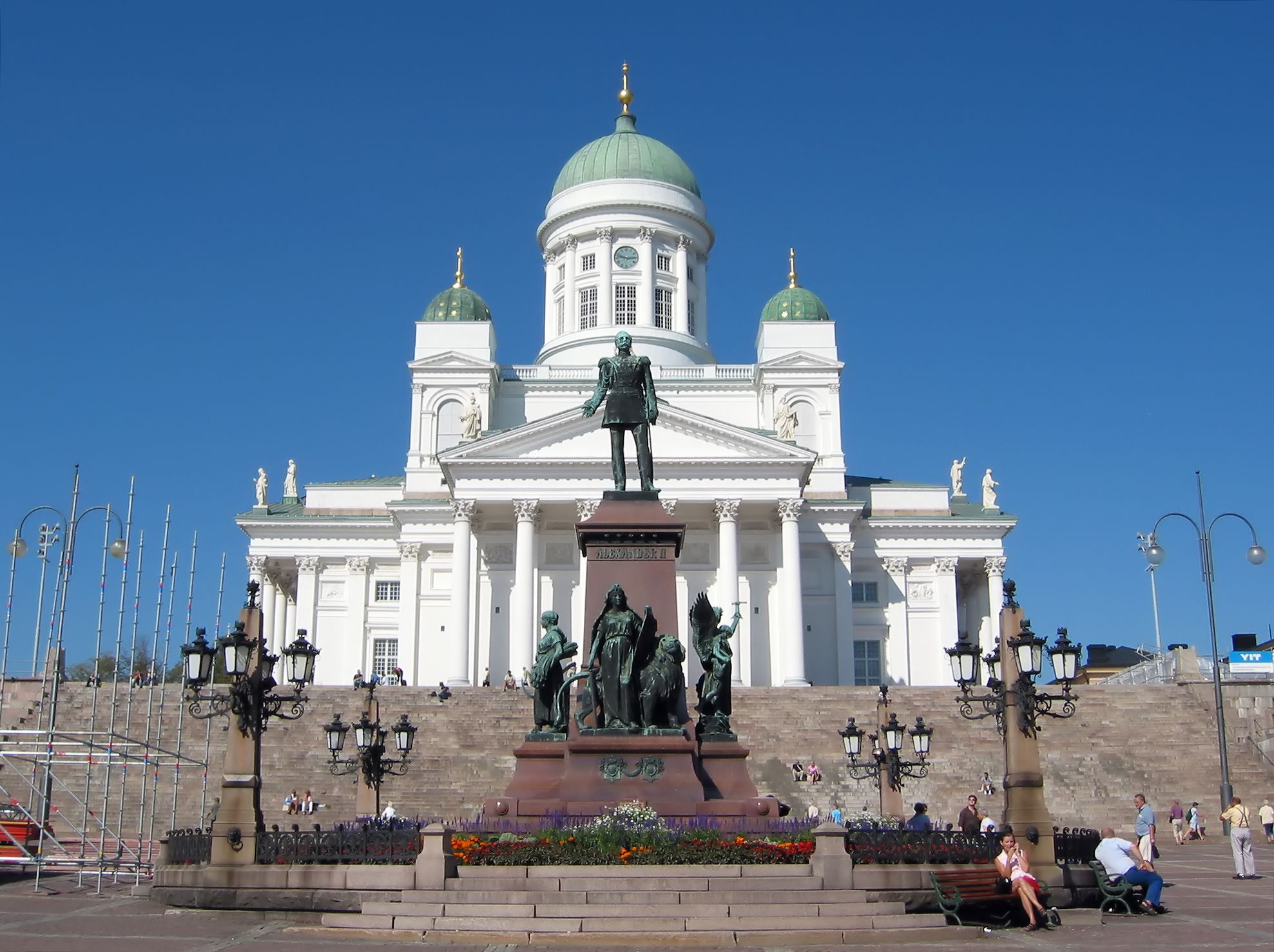
كاتدرائية هلسنكي لعلها أبرز المباني ورمز المدينة.

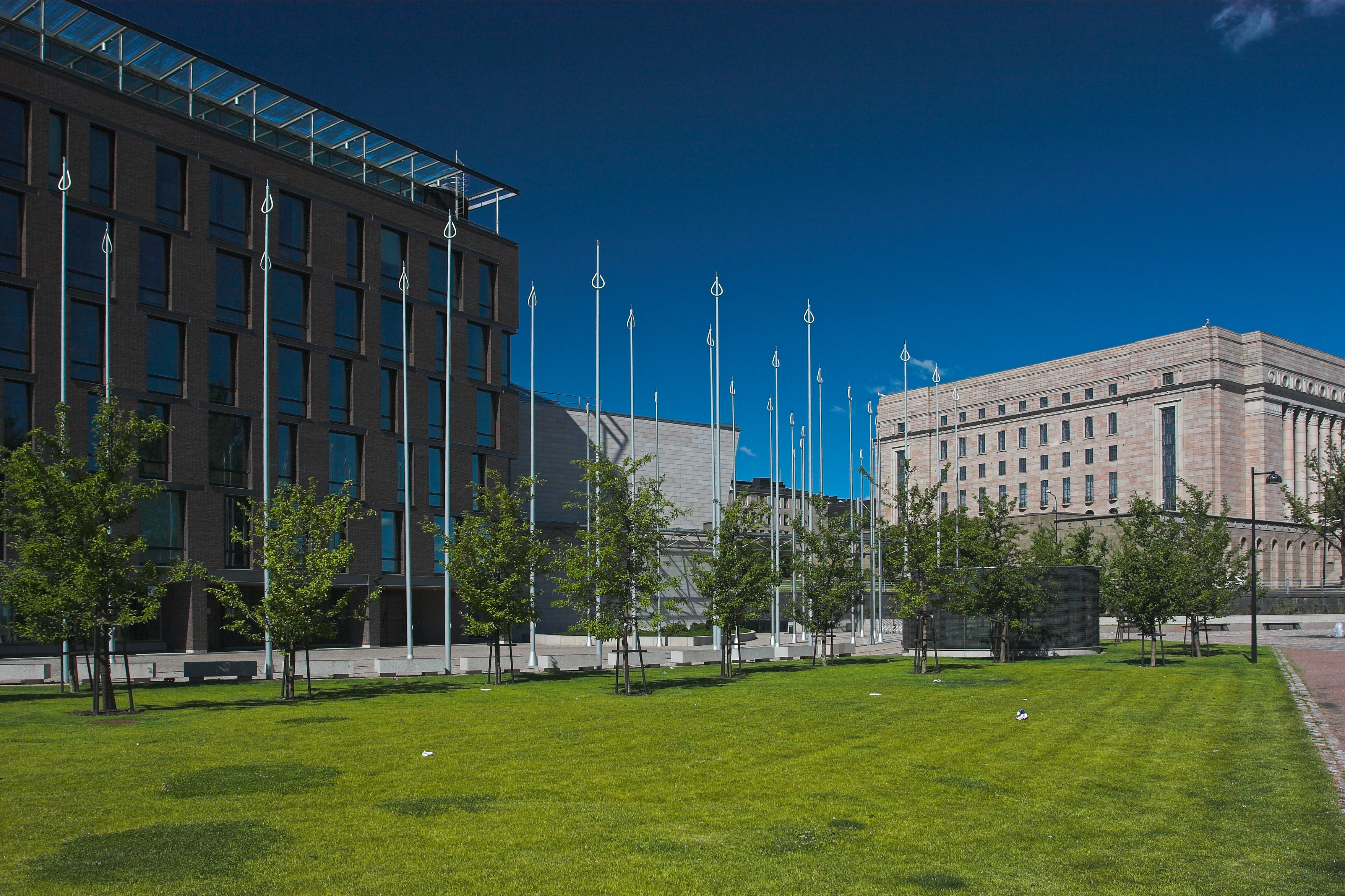
برلمان فنلندا على اليمين، ومكاتب تكميلية جديدة على اليسار.

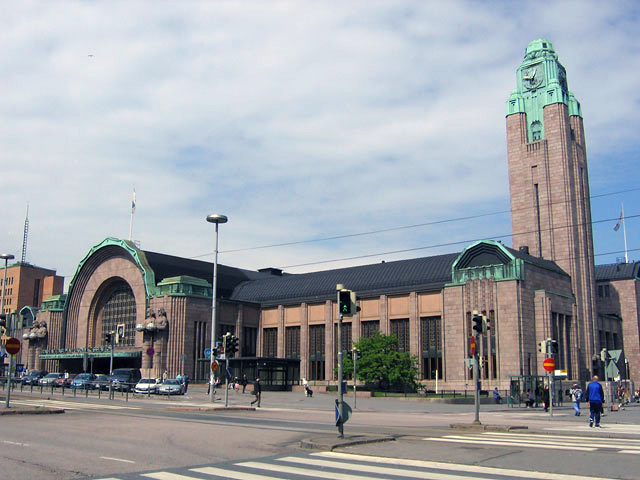
محطة قطارات هلسنكي المركزية

صمم كارل لودفيش إنغل (1778-1840) عدة مبان كلاسيكية حديثة في هلسنكي. وكان قد بقي في هلسنكي لأداء مهمة وحيدة، بانتخابه لتخطيط وسط جديد للمدينة بالكامل بنفسه. أصبحت مدينة منخفضة وواسعة آنذاك لـمـّا كانت معظم المباني ترتفع لطابقين أو لثلاثة فحسب. النقطة المركزية لمخطط مدينة إنغل كانت ساحة مجلس الشيوخ المحاطة بقصر الحكومة الفنلندية ومبنى الجامعة الرئيسي وكاتدرائية هلسنكي الضخمة التي تم الانتهاء من بناءها في عام 1852 بعد اثنتي عشرة سنة من وفاة إنغل. أعطى مخطط إنغل الكلاسيكي الحديث لوسط المدينة لاحقاً هلسنكي لقب «مدينة الشمال البيضاء».
إلا أن هلسنكي قد تكون أكثر شهرة بعديد مبانيها على طراز الأرت نوفو والمصممة في بدايات القرن العشرين والمتأثرة بقوة بالكاليفالا، وهو موضوع حظي بشعبية كبيرة في الفن الرومانسي الوطني بتلك الحقبة. ظهر أسلوب الأرت نوفو في هلسنكي بمناطق سكنية كبيرة مثل كاتايانوكا وأولانلينا. كان إلييل سآرينن (1873-1950) أستاذ الأرت نوفو الفنلندي وكانت محطة قطارات هلسنكي المركزية أهم أعماله المعمارية.
تتميز هلسنكي بوجود عدة مبان من أعمال المعماري الفنلندي ألفار آلتو (1898-1976) ذو الشهرة العالمية وأحد رواد العمارة الوظائفية. الكثير من أعمال آلتو إما محبوبة أو مكروهة. أثارت مباني آلتو مثل المقر الرئيسي لشركة إنسو للورق وقاعة فنلنديا للموسيقى والمؤتمرات الكثير من النقاش بين أهالي هلسنكي.
إضافة إلى أعمال آلتو، ثمت مجموعة أخرى من أعمال العمارة الوظائفية جديرة بالذكر في هلسنكي، مثل الملعب الأولمبي وملعب التنس وملعب التجديف والمسبح وقاعة الدرجات ولاسيبلاستي وقاعة المعارض (الآن قاعة تولو الرياضية) ومطار هلسنكي مالمي. تم بناء تلك الملاعب الرياضية لتستضيف هلسنكي دورة الألعاب الأولمبية 1940، وألغيت الألعاب في البداية بسبب الحرب العالمية الثانية، ولكن في نهاية المطاف استخدمت تلك الملاعب للغرض الذي أنشأت من أجله في دورة الألعاب الأولمبية عام 1952. أُدرجت العديد منها من قبل الدوكومومو كأمثلة هامة عن الهندسة العمارة الحديثة. كما اعتبر المجلس الوطني للآثار الملعب الأولمبي ومطار هلسنكي مالمي ضمن البيئات الثقافية التاريخية ذات الأهمية الوطنية.
على الهامش التاريخي، كثيرا ما استخدمت المباني الكلاسيكية الحديثة في هلسنكي كخلفية للمشاهد التي تجري في الاتحاد السوفياتي إبان الحرب الباردة بالعديد من أفلام هوليوود، لمـّا لم يكن ممكناً التصوير في الاتحاد السوفياتي. ومن أهمها رسالة الكرملين (1970) وريدز (1981) وحديقة غوركي (1983). لأن بعض من عمارة شوارعها كانت تـُذكر بلينينغراد وبمباني موسكو القديمة، فاستخدمت في إنتاج - ما أثار استياء بعض السكان. في ذات الوقت أوعزت الحكومة سراً للمسؤولين الفنلنديين بعدم مد يد العون لمشاريع أفلام من هذا القبيل.

## الحكومة
يوجد 85 مقعداً بمجلس مدينة هلسنكي. أكبر ثلاثة أحزاب هي الائتلاف الوطني (26) والخـُضر (21) والاشتراكيون الديمقراطيون (16).

## الديموغرافيا
يقارب عدد السكان 585000 ساكن، نسبة النساء في هلسنكي (53,4 ٪) أعلى من أي مكان آخر في فنلندا (51,1 ٪). الكثافة السكانية الحالية في هلسنكي تبلغ 2.739,36 نسمة لكل كيلومتر المربع وهو أعلى المعدلات في فنلندا وبفارق كبير. متوسط عمر الرجال هو 75.1 سنة في هلسنكي والمتوسط الوطني يبلغ 75.7 سنة. ومتوسط عمر المرأة في هلسنكي 81.7 سنة والمتوسط الوطني 82.5 سنة.
شهدت هلسنكي نمواً قوياً منذ العقد الثاني من القرن التاسع عشر، حين حلت محل توركو عاصمةً لدوقية فنلندا الكبرى والتي أصبحت فيما بعد جمهورية فنلندا ذات السيادة. استمرت المدينة بإظهار نمواً قوياً منذ ذلك الوقت فصاعداً، باستثناء فترة الحرب الأهلية الفنلندية. من نهاية الحرب العالمية الثانية حتى السبعينات تكثفت الهجرة من الريف باتجاه المدن في فنلندا لا سيما هلسنكي. تضاعف عدد سكان هلسنكي في ما يزيد قليلا على 20 عاماً، من 1944 حتى 1969، تضاعف عدد سكان المدينة تقريباً من 275.000 إلى 525.600.
في السبعينات بدأ النمو السكاني في هلسنكي بالتباطؤ لنقص المساكن في العاصمة. بدأ العديد من السكان بالانتقال إلى إسبو وفانتا المجاورتين فتنامتا سكانياً أضعافاً مضاعفة. قفز عديد سكان إسبو من 22.874 نسمة في عام 1950 إلى 244.353 في عام 2009، أي بزيادة قدرها تسعة أضعاف. أما فانتا فشهدت تغييرات أكثر دراماتيكية، فمن 14.976 في عام 1950 إلى 197.663 في عام 2009، أي بزيادة 13 ضعفا. دفعت الزيادة السكانية الهائلة هذه المدن لعمل مزيد من التعاون مع بعضها البعض في مجالات مثل النقل العام وإدارة النفايات. دفع استفحال ندرة السكن وارتفاع تكاليف المعيشة في منطقة العاصمة هلسنكي العديد من الركاب يوميين للعثور على سكن في مناطق كانت ريفية للغاية، بل وأبعد من ذلك، إلى المدن مثل لوهيا (50 كم شمال غرب من مركز المدينة) وهامينلينا ولهتي (كل منهما تبعد 100 كيلومتر عن هلسنكي) وبورفو (50 كم شرقاً).
كانت الثمانينات فترة من النمو المتوقف في هلسنكي إبان الهجرة المستمرة إلى البلدات المجاورة. فتراوح معدل النمو السكاني في التسعينات والعقد الأول من القرن الحادي والعشرين بين الإيجابية والسلبية. من أسباب الانخفاض في عدد السكان سعي الأسر الشابة لسكن أرخص مع مساحات خضراء قريبة. تظهر توقعات أن عدد سكان المدينة هلسنكي الحالية سيصل 575.000 في عام 2015 و 586.000 في عام 2030. ولكن نظراً لبناء مساكن جديدة داخل منطقة سيبو المكتسبة جنوب غرب المدينة ينبغي له أن يصل إلى أكثر من 600.000 نسمة.
ستكون أهم مناطق النمو السكاني في المستقبل وتشمل مساحة الأراضي المكتسبة حديثاً في سيبو، والمتطورة ياتكاسآري وكالاساتاما وكسكي باسيلا وكرونوفوورنرنتا.

### اللغة
الفنلندية والسويدية هما اللغتان الرسميتان لبلدية هلسنكي. الأغلبية أي حوالي 84.3 ٪ من السكان لغتهم الأم هي الفنلندية والأقلية أي 6.1 ٪ لغتهم الأم هي السويدية. و 9.6 ٪ أولئك الذين لغتهم الأم لا هي الفنلندية ولا هي السويدية.

### الهجرة
تبلغ نسبة سكان المدينة من غير حملة الجنسية الفنلندية 5.2 ٪ (29.200). ونسبة أولئك الذين ولدوا خارج فنلندا 7.9 ٪ (44400) من السكان. 33 ٪ من الأجانب المقيمين في هلسنكي هم مواطنون من خارج الاتحاد الأوروبي. في عام 2008، 55.245 من السكان كانت لغتهم الأم غير الفنلندية أو السويدية أو سامي. تأتي أكبر مجموعات السكان من ذوي الخلفية غير الفنلندية من استونيا (5900) وروسيا (5633) والصومال (2400) والصين (1150) وتايلاند (680).يتواجد نصف المهاجرين في فنلندا بمنطقة هلسنكي الكبرى والثلث يقيمون في مدينة هلسنكي. 44 ٪ من الأفارقة المقيمين في فنلندا يعيشون في هلسنكي. في عام 2001، من بين عواصم الاتحاد الأوروبي الخمسة عشر آنذاك، كانت فقط لشبونة لها حصة أصغر من المهاجرين بين سكانها. ثمت تحديات تتعلق بالاندماج، حيث تبلغ بطالة بين المهاجرين في المتوسط مرتين ونصف أعلى من الفنلنديين الأصليين.

## الاقتصاد

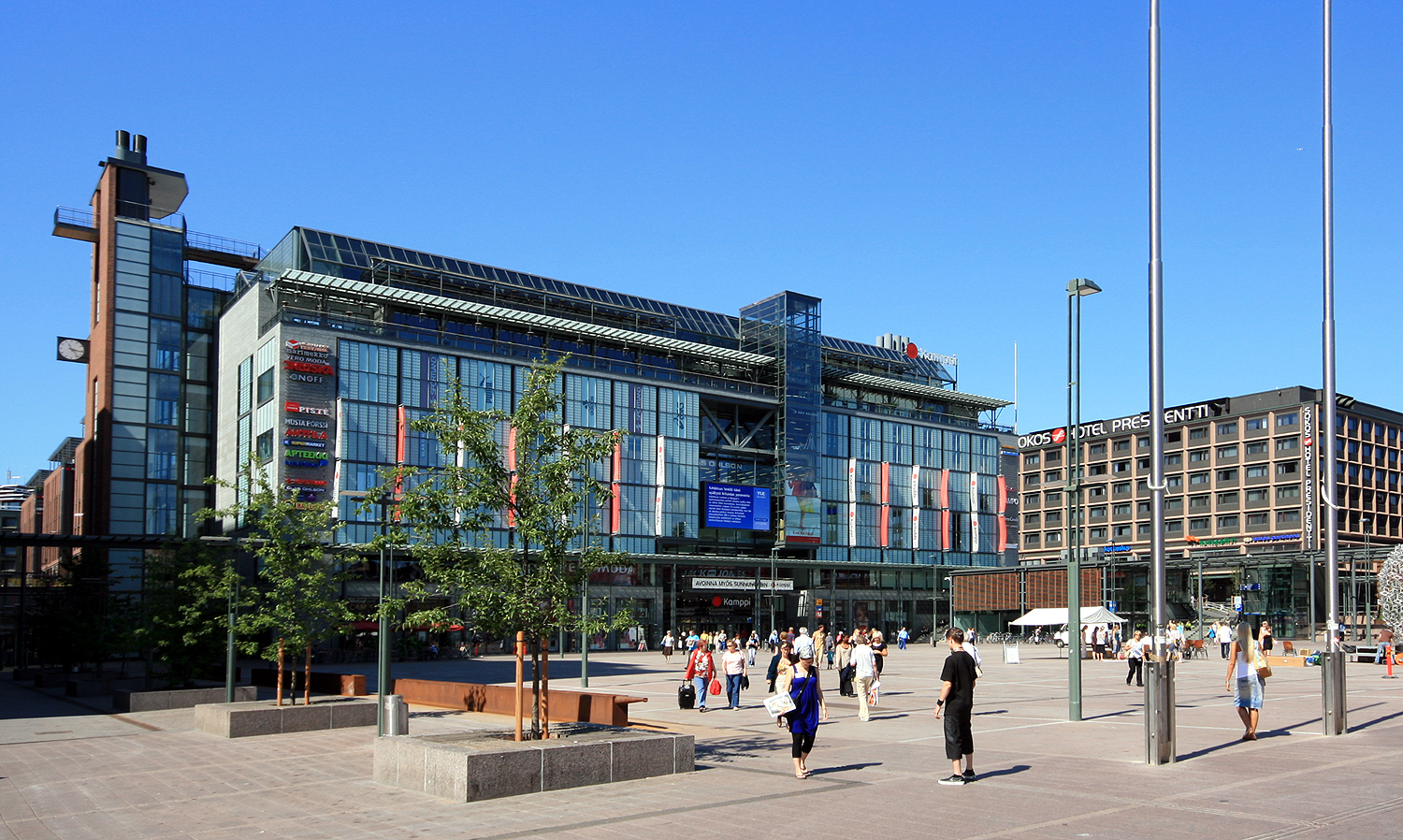
كامبي سنتر، مجمع تسوق ونقل في منطقة كامبي في وسط هلسنكي.

تنتج منطقة العاصمة هلسنكي ما يقرب من ثلث الناتج المحلي الإجمالي الفنلندي. الناتج المحلي الإجمالي للفرد الواحد يبلغ حوالي مرة ونصف المعدل الوطني، ما يجعل هلسنكي إحدى أغنى عواصم أوروبا، وهو أحد أعلاها في العالم على مستوى المدن.
مياه صنبور هلسنكي ذات نوعية ممتازة وتوفر عبر نفق مياه باياني بطول 120 كيلومتر، وهو إحدى أطول الأنفاق الصخرية المستمرة في العالم. تباع مياه صنبور هلسنكي المعبأة في زجاجات إلى دول مثل المملكة العربية السعودية.
معدل العمالة في منطقة العاصمة هلسنكي يبلغ حوالي 75 ٪ ونمو العمالة جيد. يعمل حوالي 20 ٪ في الصناعات التحويلية والبناء، مقارنة مع 10 ٪ في لندن و 30 ٪ في ميلانو. في مجال خدمات القطاع الخاص يعمل 34.5 ٪ في التجارة و 17 ٪ في مجال النقل و 8 ٪ في الفنادق والمطاعم و 5.7 ٪ في مجال الخدمات المالية و٪ 34.5 في سوق خدمات أخرى.
إجمالي القيمة المضافة للفرد بمنطقة العاصمة هي 200 ٪ من متوسط 27 منطقة حضرية أوروبية. وتتساوي مع ستوكهولم أو باريس. يبلغ النمو الإجمالي للقيمة المضافة السنوية حوالي 4 ٪.
تقع المقرات الرئيسية ل83 من أكبر 100 شركة فنلندية في هلسنكي الكبرى. ويعيش ثـُلثا أعلى 200 مدير تنفيذي فنلندي أجراً في هلسنكي الكبرى و 42 ٪ في مدينة هلسنكي. متوسط دخل الخمسين الأكثر دخلاً 1.650.000 يورو.

## التعليم

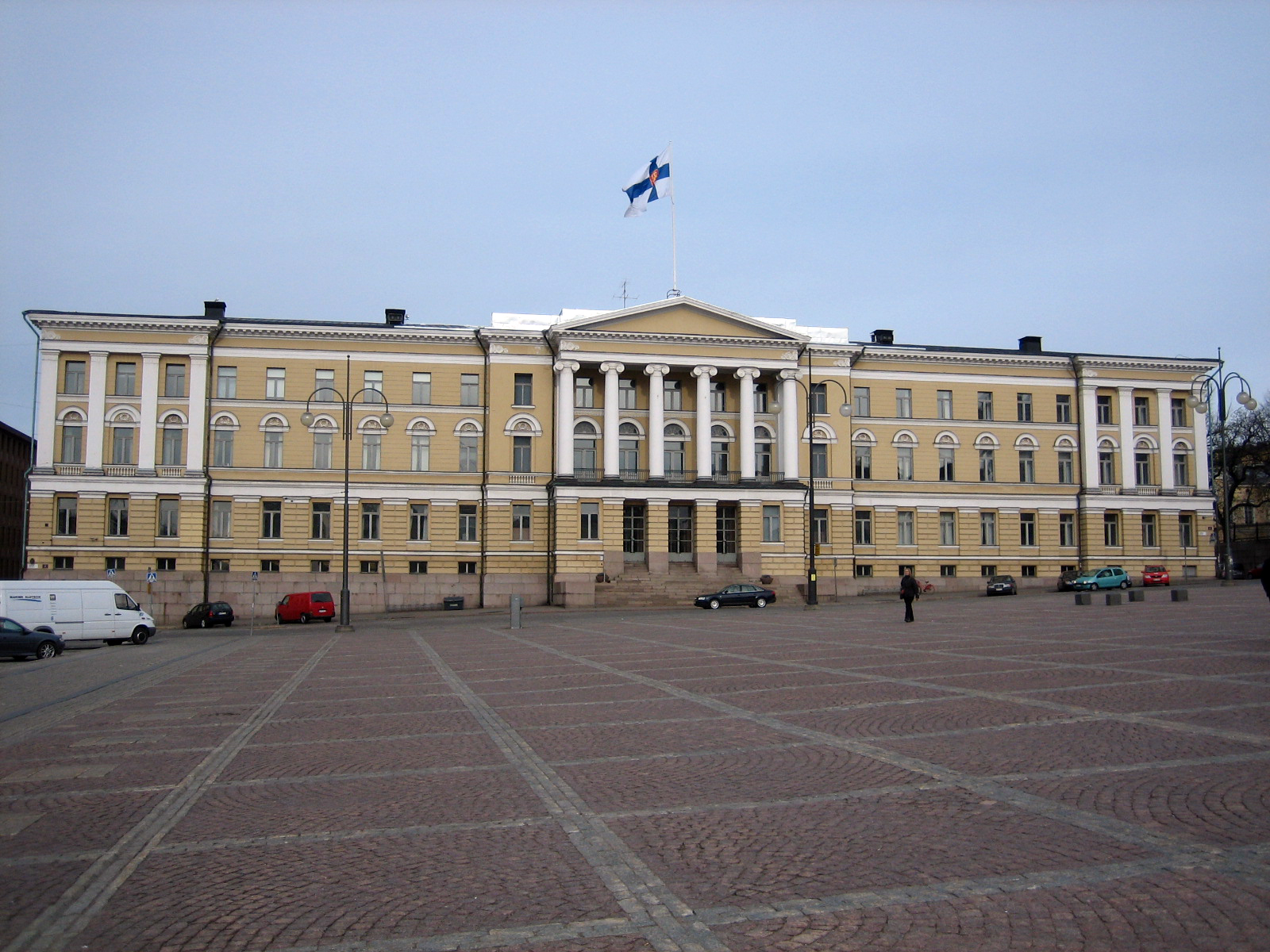
مبنى جامعة هلسنكي الرئيسي.

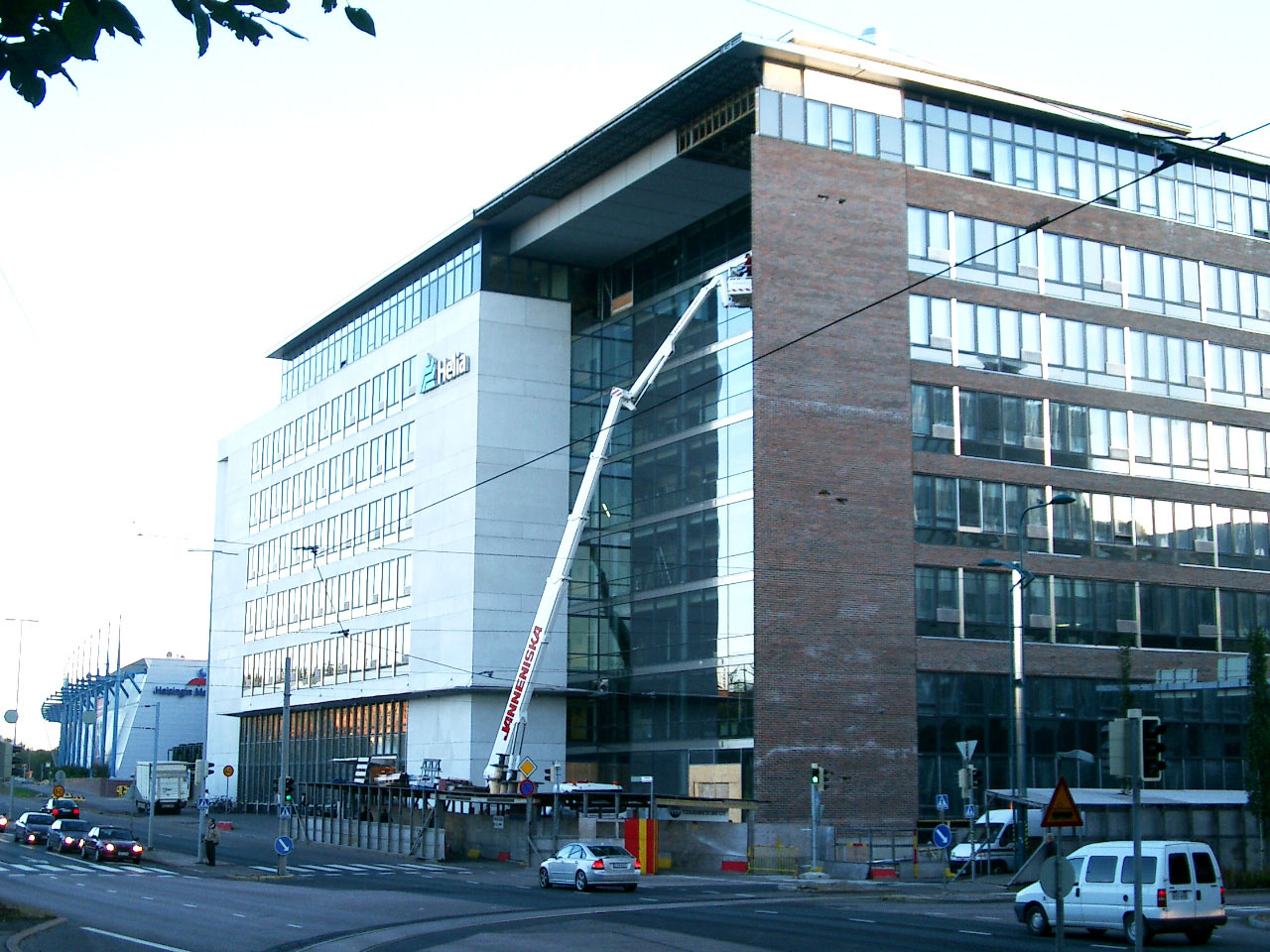
جامعة هآغا-هيليا للعلوم التطبيقية أكبر جامعة اقتصاد أعمال تطبيقية في فنلندا.

توجد بهلسنكي 190 مدرسة شاملة، و 41 مدرسة ثانوية عـُليا و 15 معهد مهني. نصف المدارس الثانوية العليا ال41 خاصة أو مملوكة للدولة والنصف الآخر بلدية. مستوى عالي من التعليم تقدمه ثماني جامعات وأربعة معاهد للعلوم التطبيقية.

### مؤسسات التعليم العالي

#### الجامعات
- جامعة هلسنكي
- جامعة آلتو (تتواجد بشكل رئيسي في إسبو المجاورة)
- معهد هانكن الاقتصادي
- أكاديمية الفنون الجميلة
- أكاديمية سيبيليوس
- أكاديمية المسرح
- جامعة الدفاع الوطني

#### معاهد العلوم التطبيقية
- جامعة هآغا-هيليا للعلوم التطبيقية
- جامعة هلسنكي متروبوليا للعلوم التطبيقية
- هلسنكي أركادا للعلوم التطبيقية

هلسنكي هي إحدى مواقع المشترك لمراكز منظمة المعرفة والابتكار (مستقبل مجتمع المعلومات والاتصال) المعهد الأوروبي للابتكار والتكنولوجيا (EIT).

## الثقافة

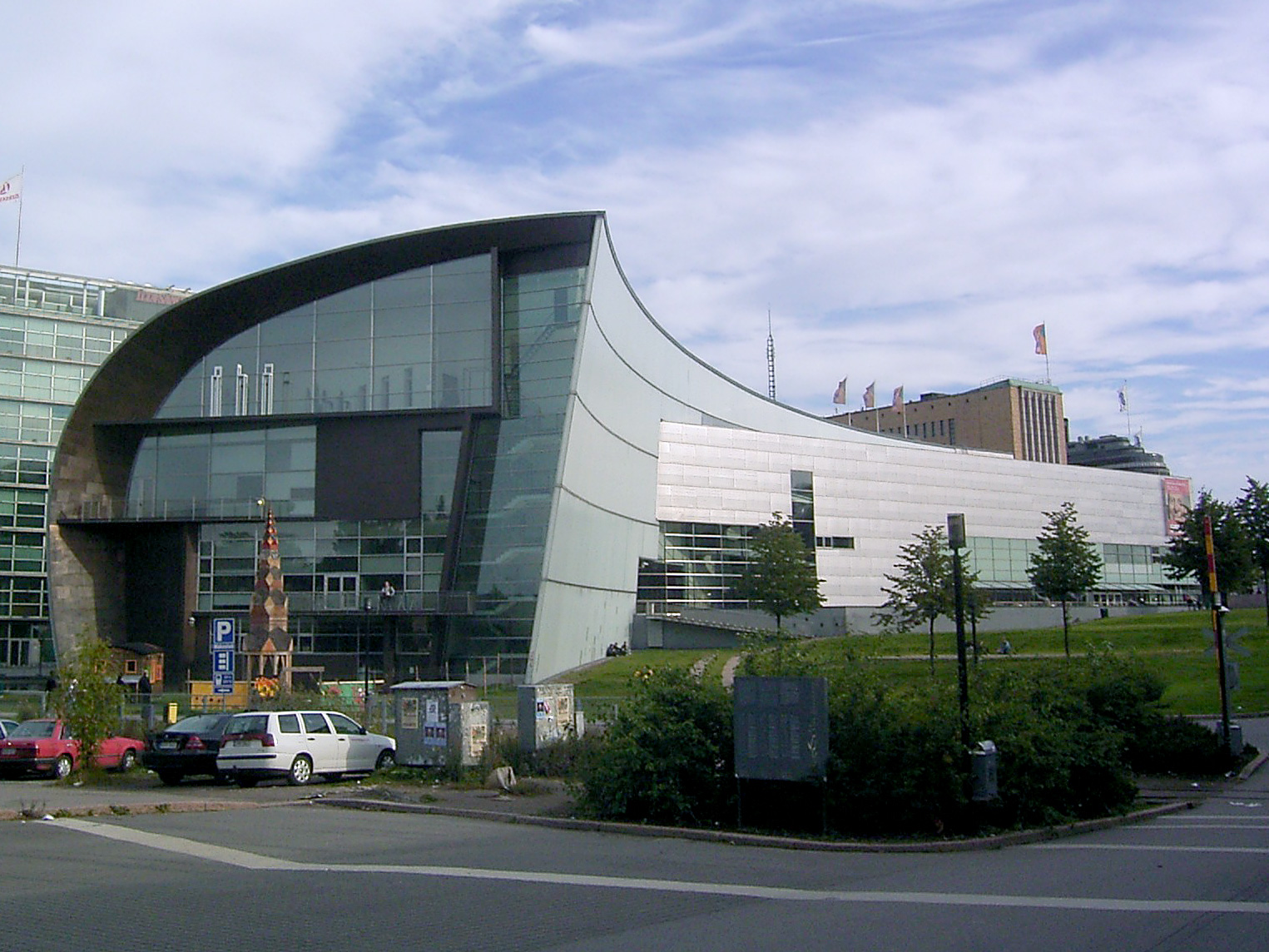
كياسما متحف الفن المعاصر ويقع في قلب هلسنكي.

متحف فنلندا الوطني هو أكبر متحف تاريخي في هلسنكي، ويعرض مجموعة تاريخية واسعة من عصور ما قبل التاريخ حتى القرن الحادي والعشرين. مبنى المتحف نفسه هو منطقة جذب سياحي فهو قلعة قروسطية حديثة على النمط الوطني الرومانسية. متحف تاريخي آخر كبير هو متحف مدينة هلسنكي الذي يروي لزائريه تاريخ هلسنكي عبر 500 عام. كما تملك جامعة هلسنكي متاحف هامة كثيرة، تشمل متحف الجامعة ومتحف التاريخ الطبيعي.
يتكون الرواق الوطني الفنلندي من ثلاثة متاحف: متحف الأتينيوم للفن الكلاسيكي الفنلندي، متحف سينيبريشوف للفن الأوروبي الكلاسيكي، ومتحف كياسما للفن الحديث. الأتينيوم القديم قصر نهضوي حديث من القرن التاسع عشر، وهو أحد مباني التاريخية الكبرى بالمدينة، في حين أن كياسما الحديث للغاية ربما كان البناء الأكثر إثارة للجدل في هلسنكي. مباني المتحف الثلاثة مملوكة للدولة من خلال ممتلكات مجلس الشيوخ.
يوجد بهلسنكي ثلاثة مسارح رئيسية هي: المسرح الوطني الفنلندي ومسرح مدينة هلسنكي ومسرح سفينسكا السويدي. فاعات المدينة الموسيقية الرئيسية هي أوبرا فنلندا الوطنية وقاعة فنلنديا. تعقد الحفلات الموسيقية والأحداث الأكبر عادة في أحد ملعبي المدينة الكبيرين لهوكي الجليد: وهارتوول أرينا أو قاعة هلسنكي الجليدية. وتضم هلسنكي وأكبر مركز معارض في فنلندا.
تعتبر هلسنكي إحدى محاور الموسيقى الجماهيرية الرئيسية في أوروبا الشمالية، وقد نشأت في هلسنكي العديد من الفرق الشهيرة والمشهودة على نطاق واسع، منها هانوي روكس وهيم وستراتوفاريوس وذا 69 آيس ونورثر وونترصن وفنترول وإنسيفيروم وذا راسموس وشيب أوف دسبير وأبوكاليبتيكا.

### الفنون
- مهرجان هلسنكي مهرجان سنوي للفنون والثقافة، يقام في أغسطس من كل عام (بما في ذلك ليلة الفنون).
- فالون فويمات «قوى النور» مهرجان سنوي للفنون في فصل الشتاء.
- فابو «فابو» كرتفال سنوي للطلبة والعمال.

استضافت قاعة هارتوول أرينا مسابقة يوروفيجن للأغنية الأوروبية لعام 2007، فكان أول مسابقة يوروفيجن تقام في فنلندا، بعد فوز فرقة لوردي في يوروفيجن 2006.
هلسنكي هي عاصمة التصميم العالمي لعام 2012، تقديراً لاستخدامها التصميم كأداة فعالة للتنمية الاجتماعية والثقافية والاقتصادية في المدينة. في اختيار هلسنكي، سلطت لجنة الاختيار الضوء على استخدام هلسنكي 'للتصميم الضمني'، الذي يربط التصميم المدينة بالابتكار، «صانعة علامات تجارية عالمية، مثل نوكيا وكوني ومريمكو، وأحداث شعبية مثل أسبوع تصميم هلسنكي السنوي، والتعليم المتميز ومؤسسات البحوث، مثل كلية الفنون والتصميم بجامعة آلتو، ومشاهير المعماريين والمصممين مثل إلييل سآرينن وألفار آلتو»

### الإعلام

#### وسائل الإعلام الوطنية
هلسنكي هي مركز وسائل الاعلام الفنلندية، وتقع بها معظم الصحف الوطنية فضلا عن وسائل الاعلام المرئي والمسموع.

#### وسائل الاعلام المحلية
هناك إذاعتان عامتان محليتان في هلسنكي الكبرى، Ylen aikainen الفنلندية (النسخة الإقليمية أولي راديو سوومي) وYLE Radio Vega Huvudstadsregionen السويدية (النسخة الإقليمية أولي راديو فيغا). وهناك أيضا محطات الإذاعة المحلية مملوكة للقطاع الخاص.
تنتج هيئة الإذاعة الفنلندية برنامج أخبار التلفزيوني محلي لإقليم أوسيما Uudenmaan uutiset.
تصدر في هلسنكي صحيفتان يوميتان هلسنغن سانومات وهوفودستادبلادت (Hufvudstadsbladet) وتعمل على الصحف المحلية، فضلا عن الوطنية.

### الرياضة

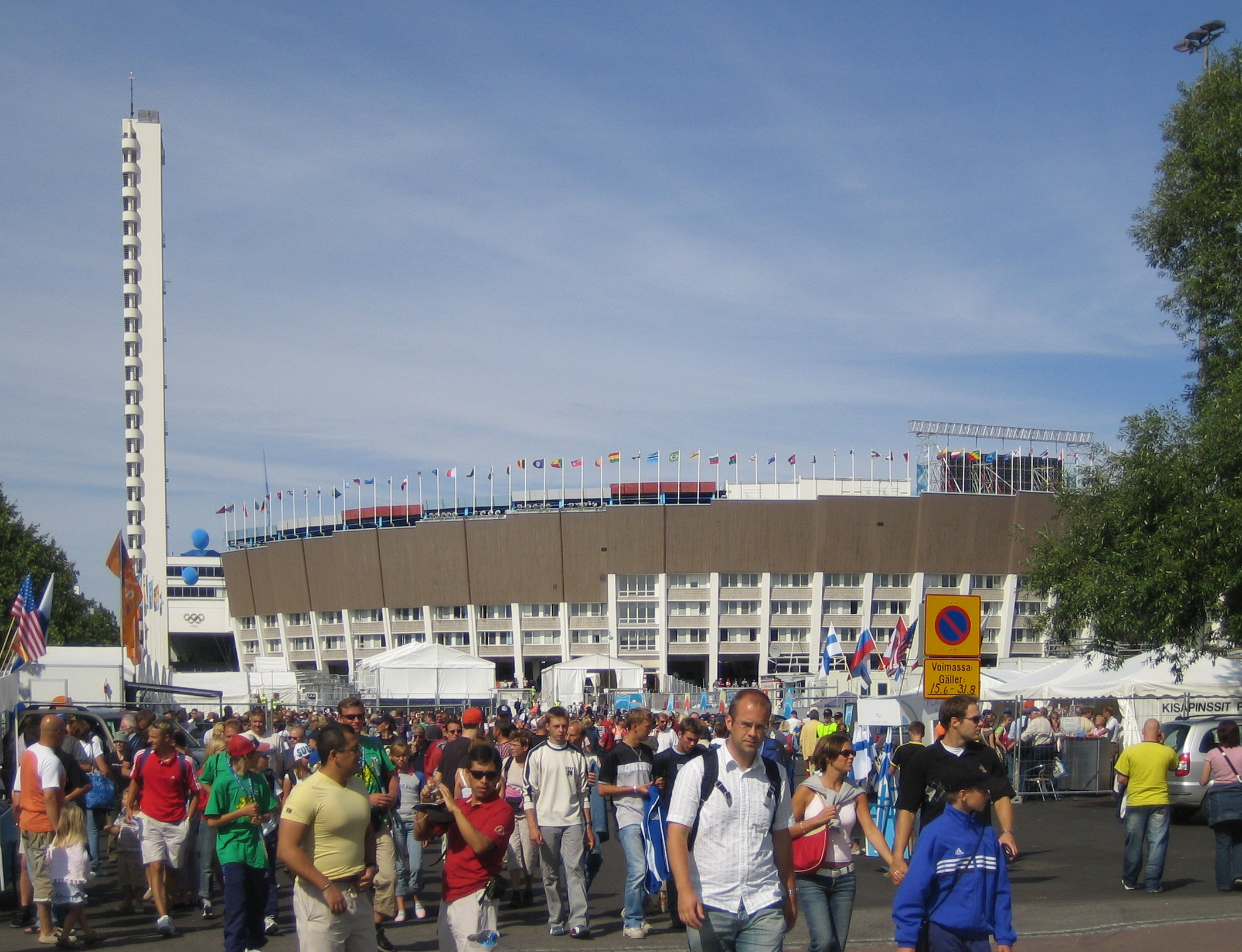
The ملعب هلسنكي الأولمبي كان مركز الأنشطة أثناء ألعاب أولمبية صيفية 1952.

لدى هلسنكي تقاليد عريقة مع الألعاب الرياضية: نالت المدينة الكثير من الاعتراف الدولي بها بداية من استضافتهالدورة الألعاب الأولمبية الصيفية عام 1952، منذ ذلك الحين فتحت مدينة ذراعيها لتنظيم الأحداث الرياضية، على سبيل المثال أول بطولة عالم لألعاب القوى عام 1983 وفي عام 2005، وبطولة أوروبا لألعاب القوى في أعوام 1971، 1994 و 2012 إلخ. فرق هلسنكي المحلية ناجحة إلى حد ما في كلا الرياضيتين الأكثر شعبية في فنلندا وهما كرة القدم وهوكي الجليد. نادي هلسنكي هو أكبر وأنجح أندية فنلندا لكرة القدم. نادي هلسنكي كيسا فيكوت لألعاب القوى هو أيضا مهيمن جداً في فنلندا. هوكي الجليد هي شغف الكثير من أهالي هلسنكي الذين يشجعون أحد الناديين المحليين هيفك ويوكريت. هيفك له أربعة عشر لقباً بالبطولة الفنلندية ويلعب أيضاً في دوري الدرجة الأعلى برياضة الباندي إضافة إلى فريق بوتنيا - 69. وقد استضاف الملعب الأولمبي في أول بطولة عالم للباندي في عام 1957.

## المواصلات

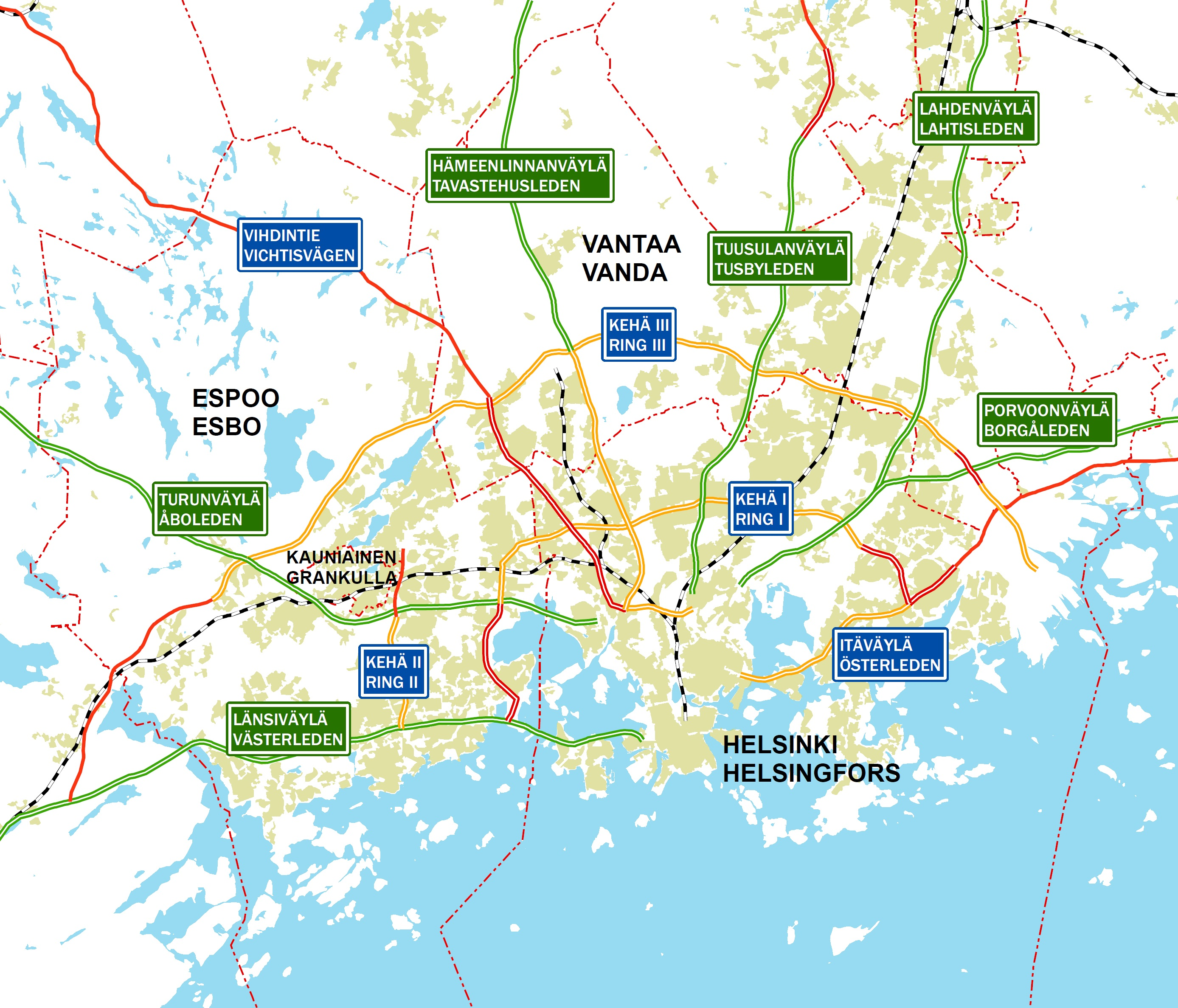
طرق منطقة هلسنكي.

### الطرق
لدى هلسنكي عدة طرق دائرية: كيها الأول وكيها الثاني وكيها الثالث. من مركز المدينة نحو الشرق والغرب هناك إتافاولا ولانسيفاولا. من مركز المدينة إلى الشمال هناك طرق عدة. ثمت مقترح بإنشاء نفق كالذي في ستوكهولم تحت هلسنكي المركزية للتخفيف من ازدحام السيارات في الشوارع. لهلسنكي المركزية مواقف سيارات تحت الأرض.
في هلسنكي نحو 390 سيارة لكل 1000 نسمة. وهو أقل مما هو عليه في المدن ذات الكثافة مشابهة، على سبيل المثال بروكسل 483 في 1000 و 401 ستوكهولم وأوسلو في 413.

### قطار الأنفاق والحافلات

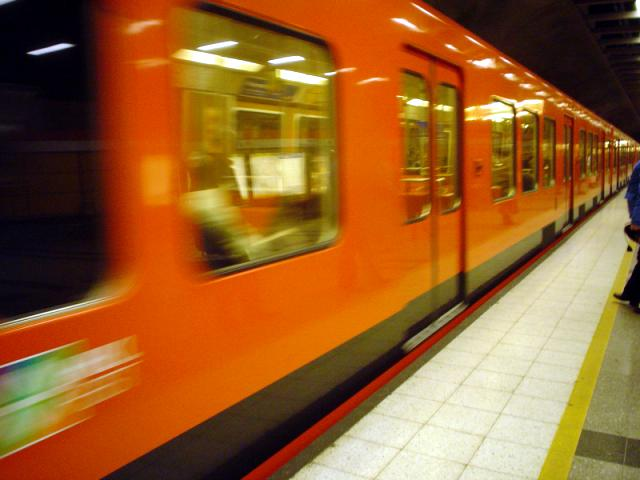
قطارات مترو هلسنكي المميزة باللون البرتقالي الزاهي أقصى قطارات الإنفاق شمالاً في العالم.

النقل العام عموماً هو مواضيع النقاش الساخنة في سياسة هلسنكي المحلية. تدير هيئة مواصلات مدينة هلسنكي معظم وسائل النقل العام في المدينة. يضم نظام النقل العام المتنوع الترام والنقل السككي ومترو الإنفاق وخطوط الحافلات وخطين للعبارات. يدير مجلس منطقة هلسنكي الكبرى حركة المرور باتجاه بلديات إسبو وفانتا وكاونياينن المحيطة.
اليوم، هلسنكي هي المدينة الوحيدة في فنلندا التي لديها ترام أو قطارات أنفاق. كان الترام مستعملاً أن في مدينتي توركو وفيبوري (الآن تسمى فيبورغ في روسيا) ولكنهما تخلتا عن الترامات منذ أمد. افتتح مترو هلسنكي في عام 1982، هو نظام مترو الإنفاق الوحيد في فنلندا. في عام 2006، اتفق على بناء امتداد لنظام المترو غرباً نحو إسبو بعد مشاورات طويلة، وحدثت مشاورات جادة بشأن التمديد نحو الشرق إلى سيبو.

### الطيران

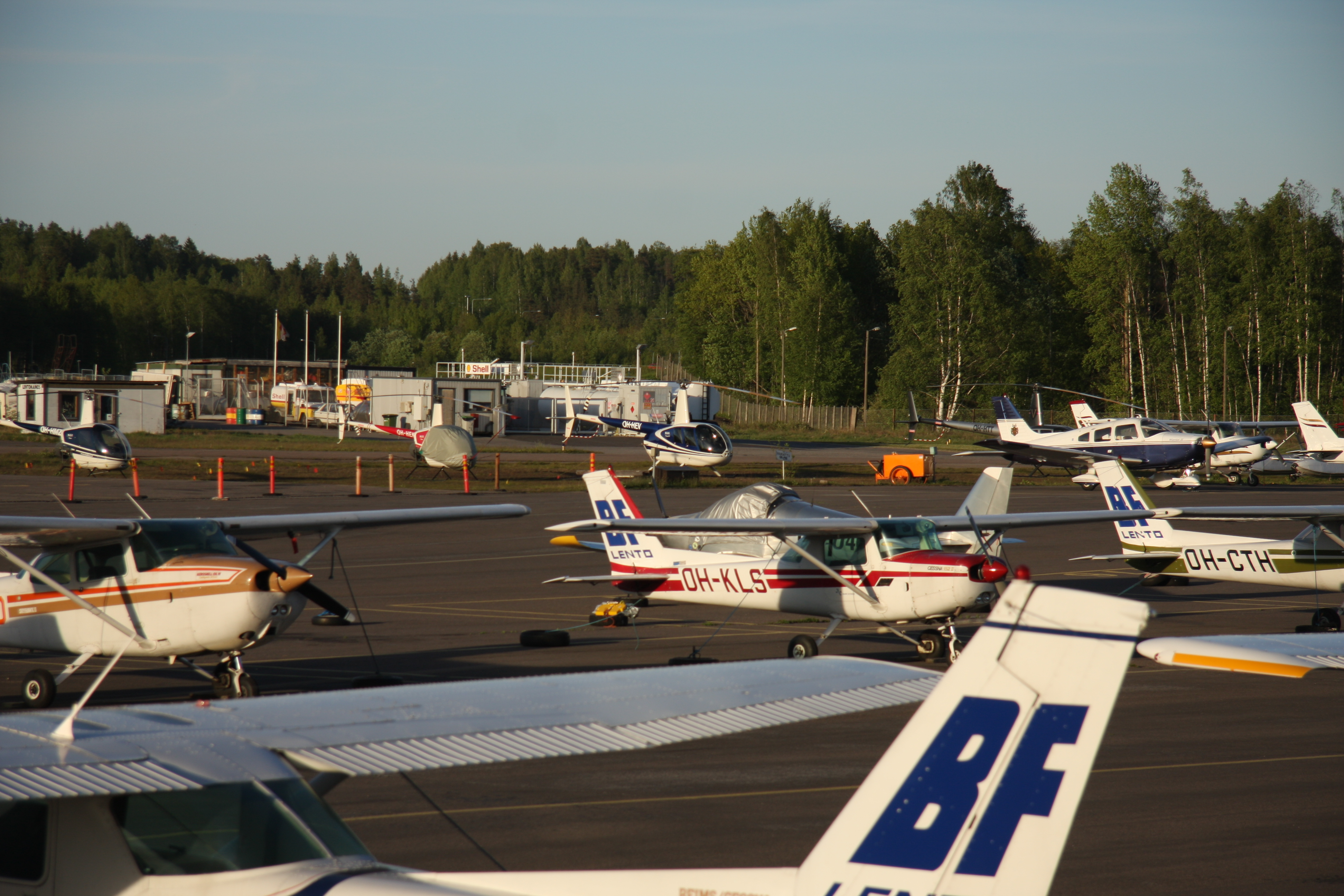
مطار مالمي، أحد أقدمها في العالم، مطار الطيران العام الرئيسي في فنلندا.

يتم التعامل مع حركة المرور الجوي في المقام الأول عبر مطار هلسنكي فانتا الدولي والواقع حوالي 19 كيلومتراً إلى الشمال من منطقة وسط هلسنكي، في مدينة فانتا المجاورة. مطار هلسنكي الثاني هو مطار مالمي ويستخدم أساساً للطيران العام والخاص. وقد وفرت شركة كوبترلين رحلات مروحية سريعة (18 دقيقة) إلى تالين، إلا أن هذه الخدمة توقفت في ديسمبر 2008 لقلة ربحيتها.

### النقل البحري
توفر عدة شركات رحلات بالعبارات باتجاه تالين وستوكهولم. كما توفر شركة فنلاينس خدمات للركاب والشحن نحو غدنيا البولندية وترافيمودي الألمانية، في حين بدأت تالينك الخدمة نحو روستوك بألمانيا في عام 2007.

## صور

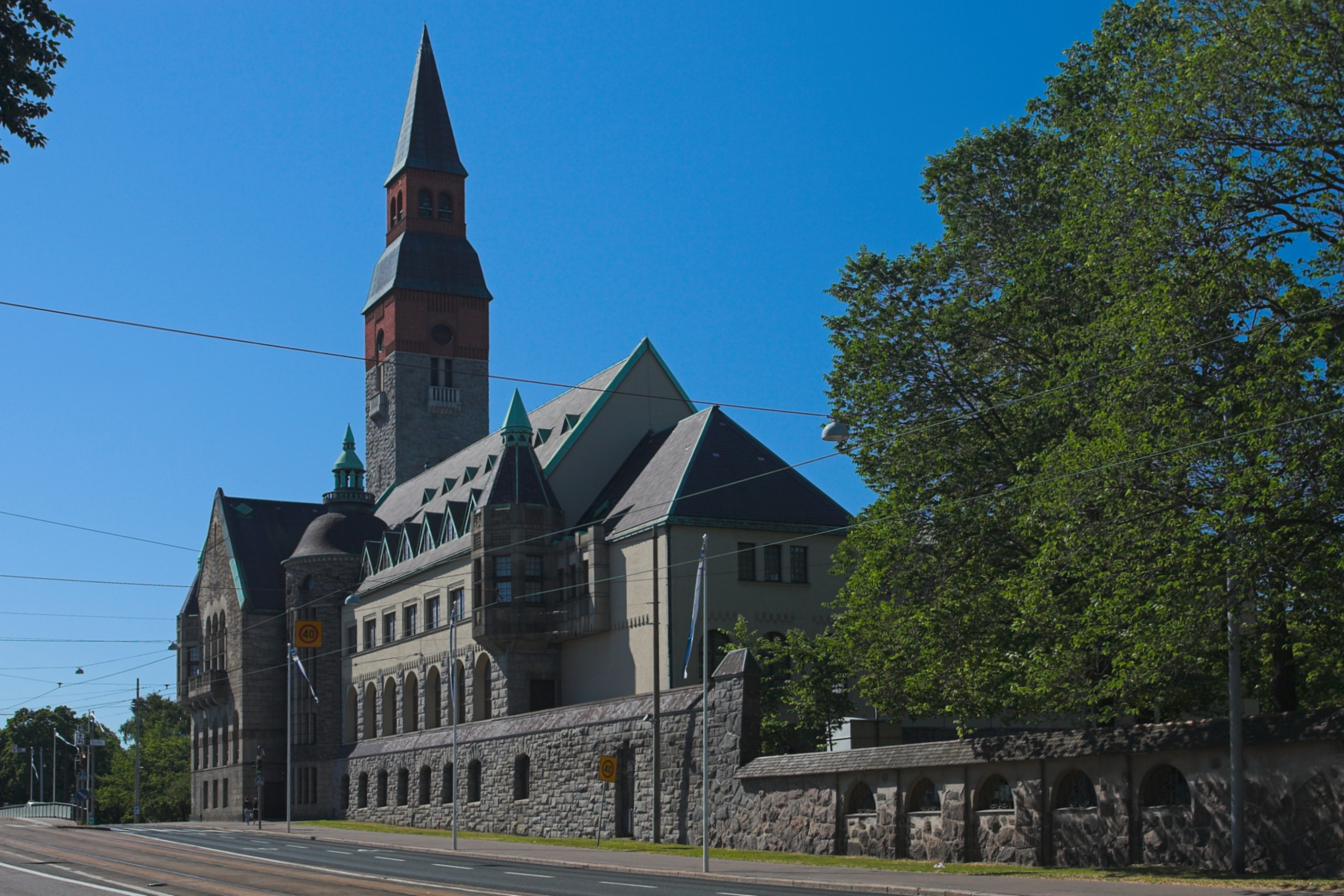
المتحف الوطني الفنلندي.
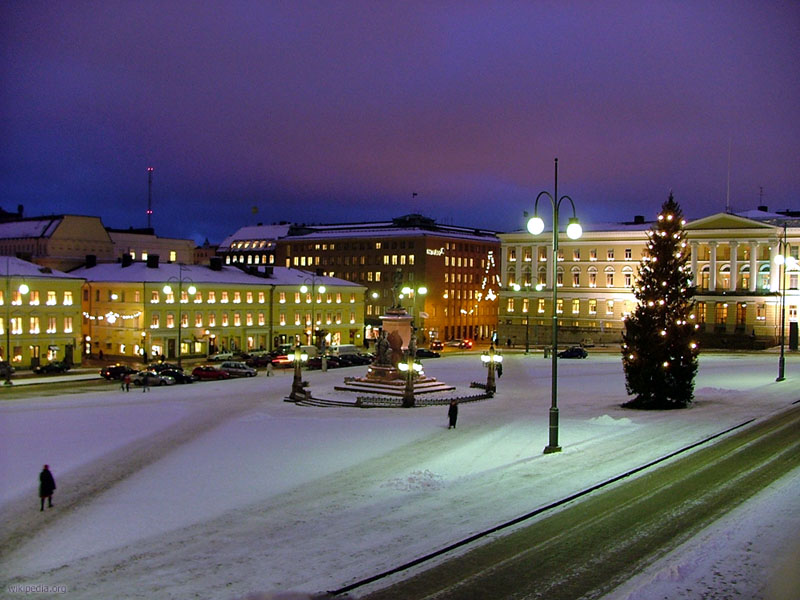
ساحة سيناتينتوري نهاراً في ديسمبر.
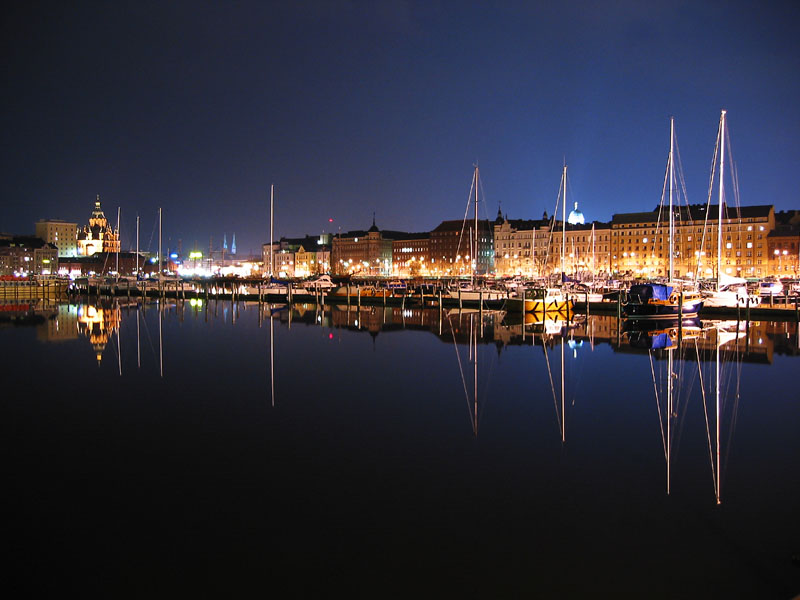
بوهيويسرانتا ليلاً.
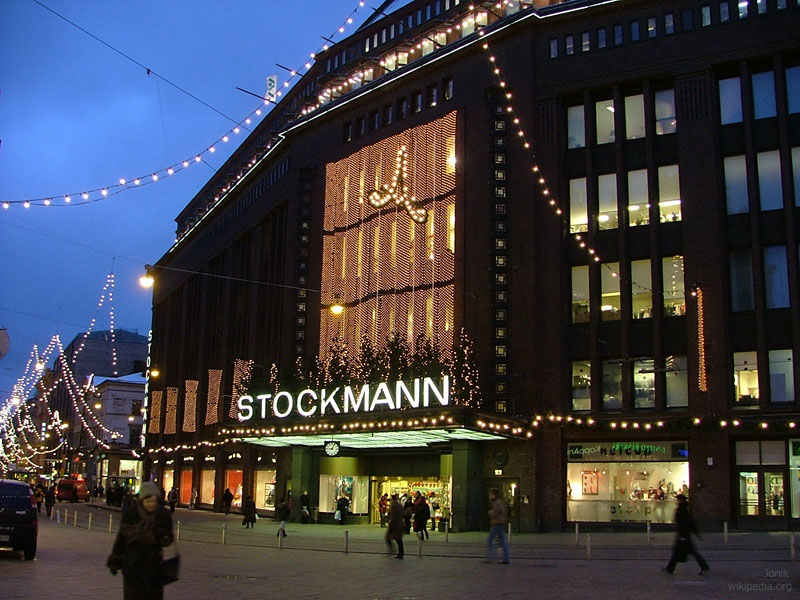
متجر ستوكمان بشارع ألكسانترينكاتو في عيد الميلاد.
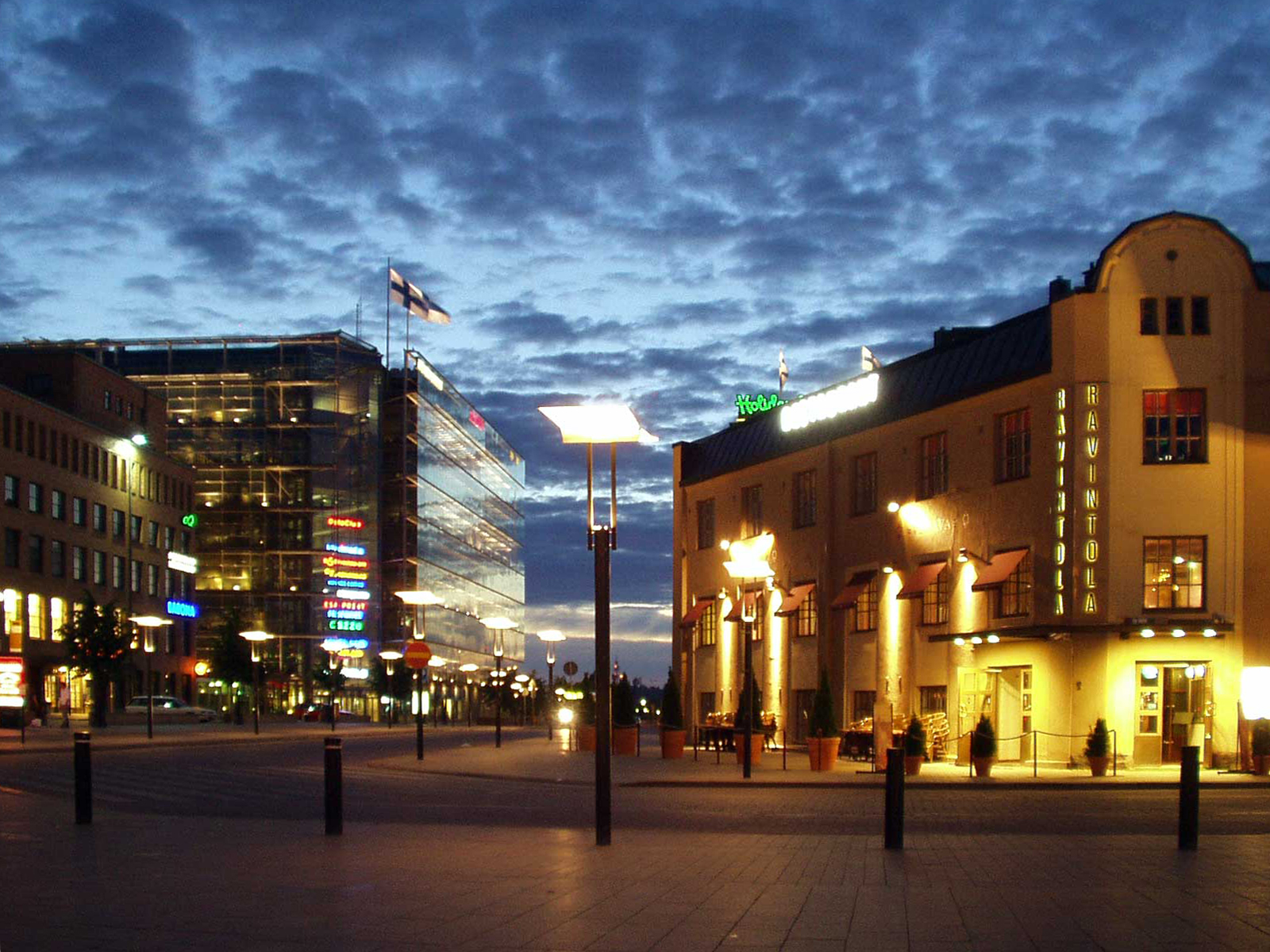
مطعم فلتافا يميناً في سانوماتالو الخلفية.
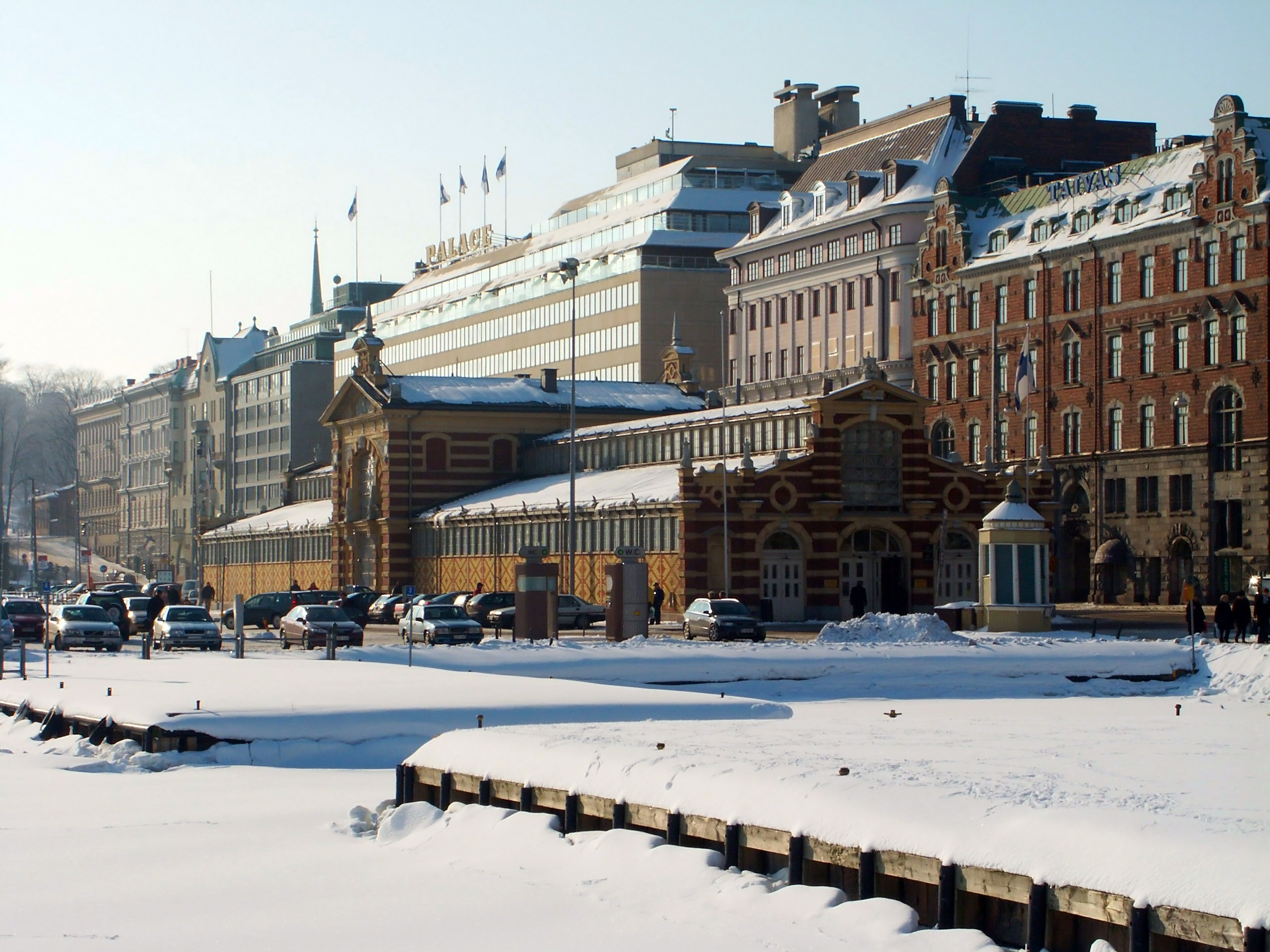
ساحة سوق هلسنكي شتاءً.
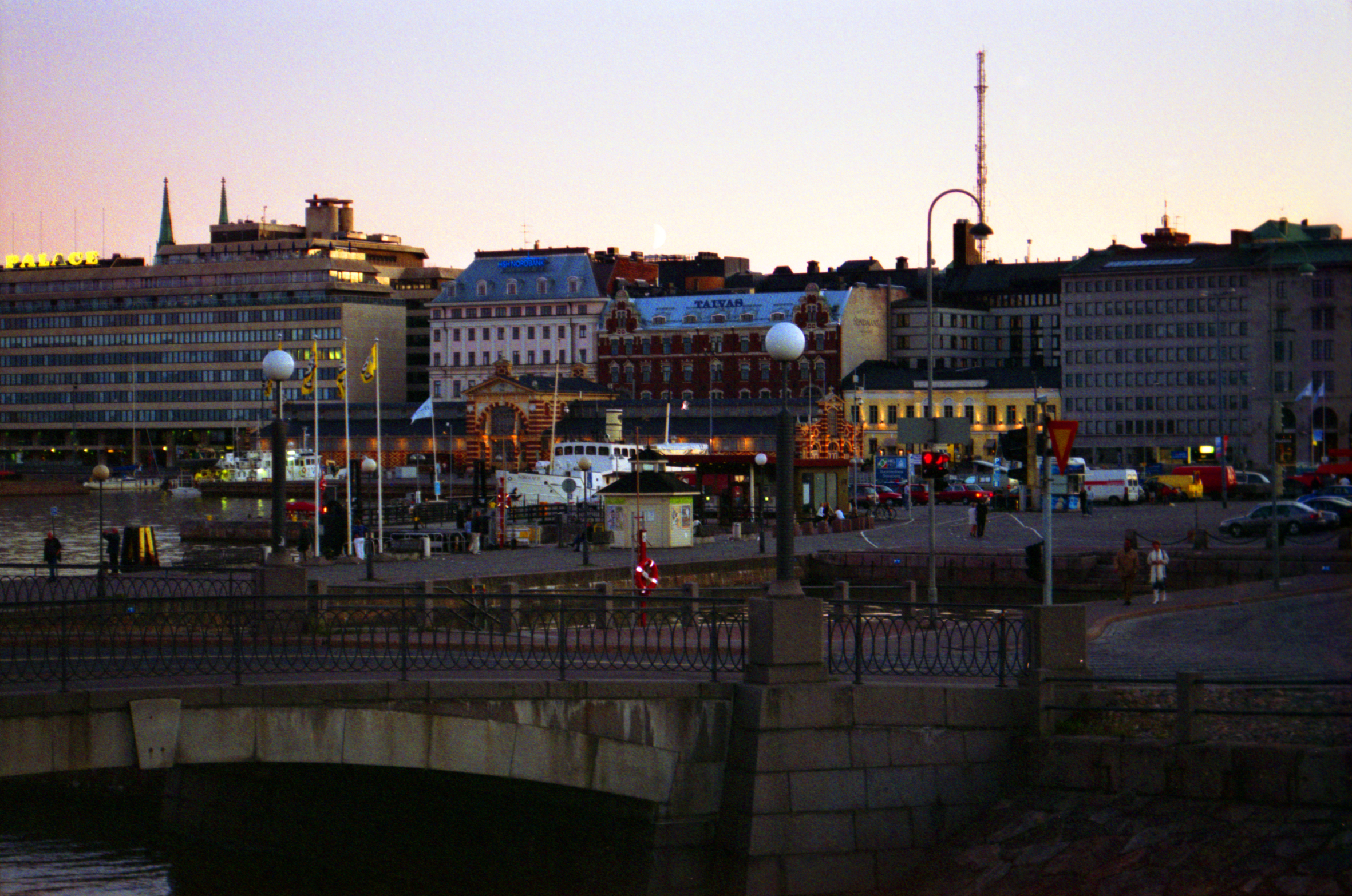
وسط هلسنكي مساءً.
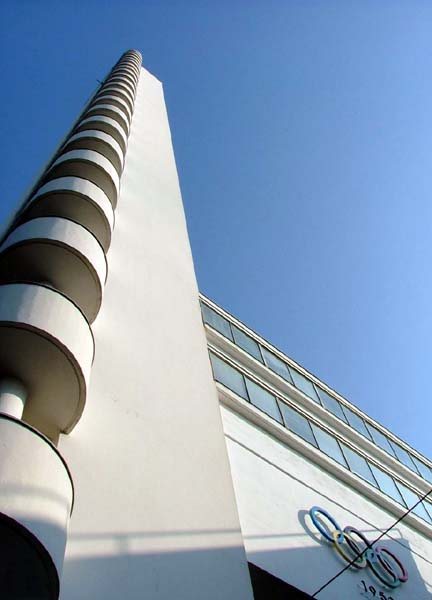
برج ملعب هلسنكي الأولمبي، يمنح منظر عام على هلسنكي.
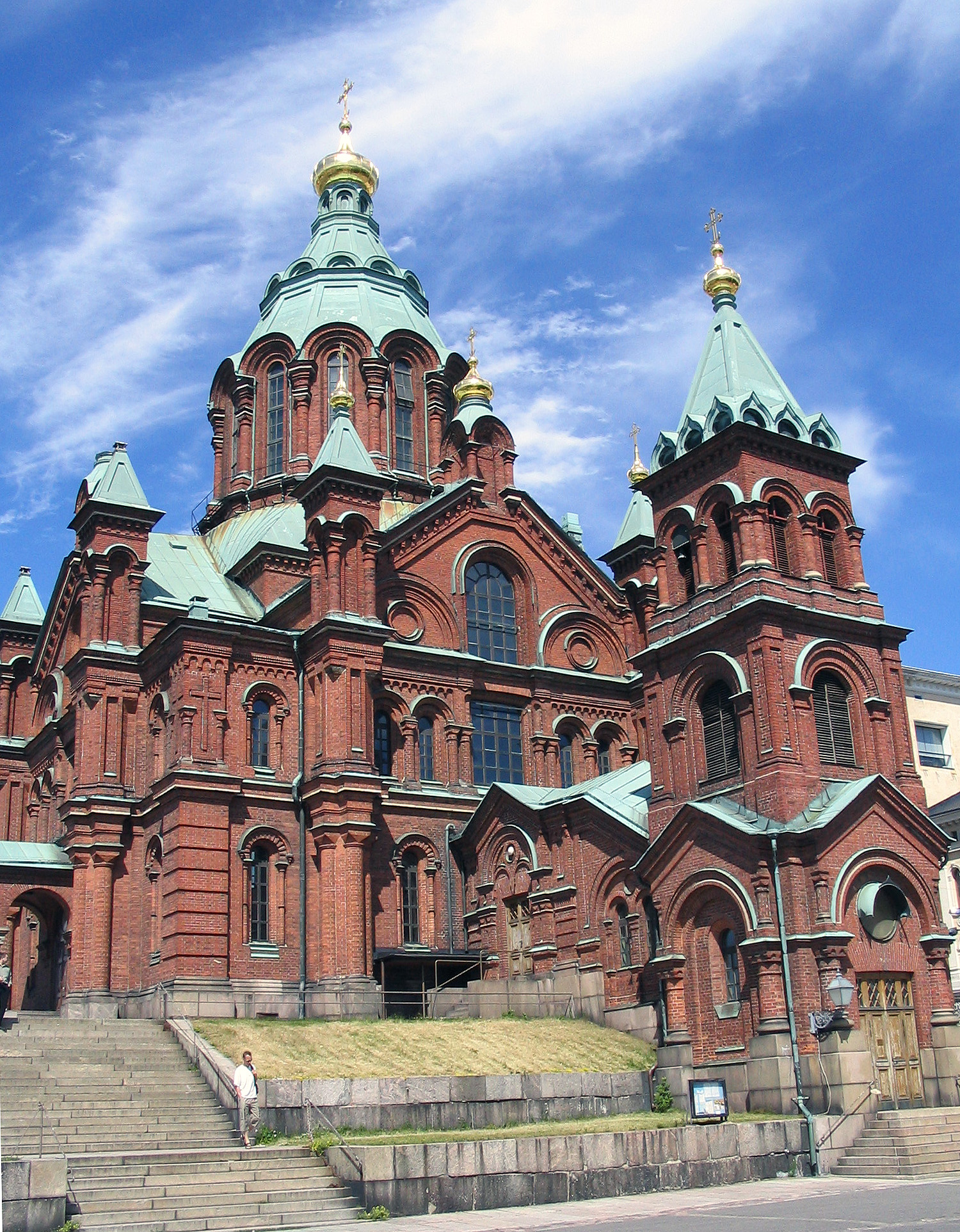
كاتدرائية أوسبنسكي الأرثوذكسية
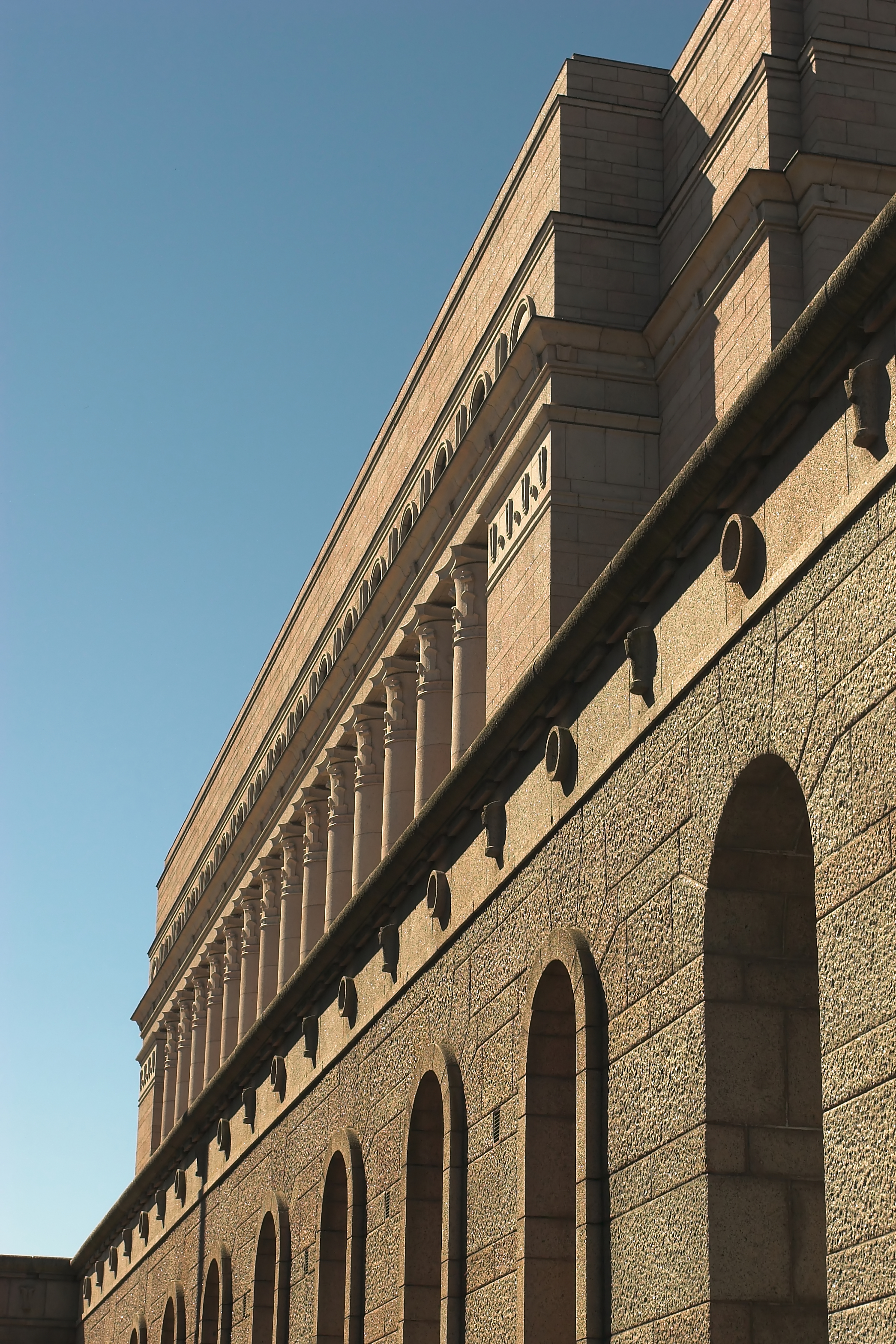
حائط مبنى البرلمان
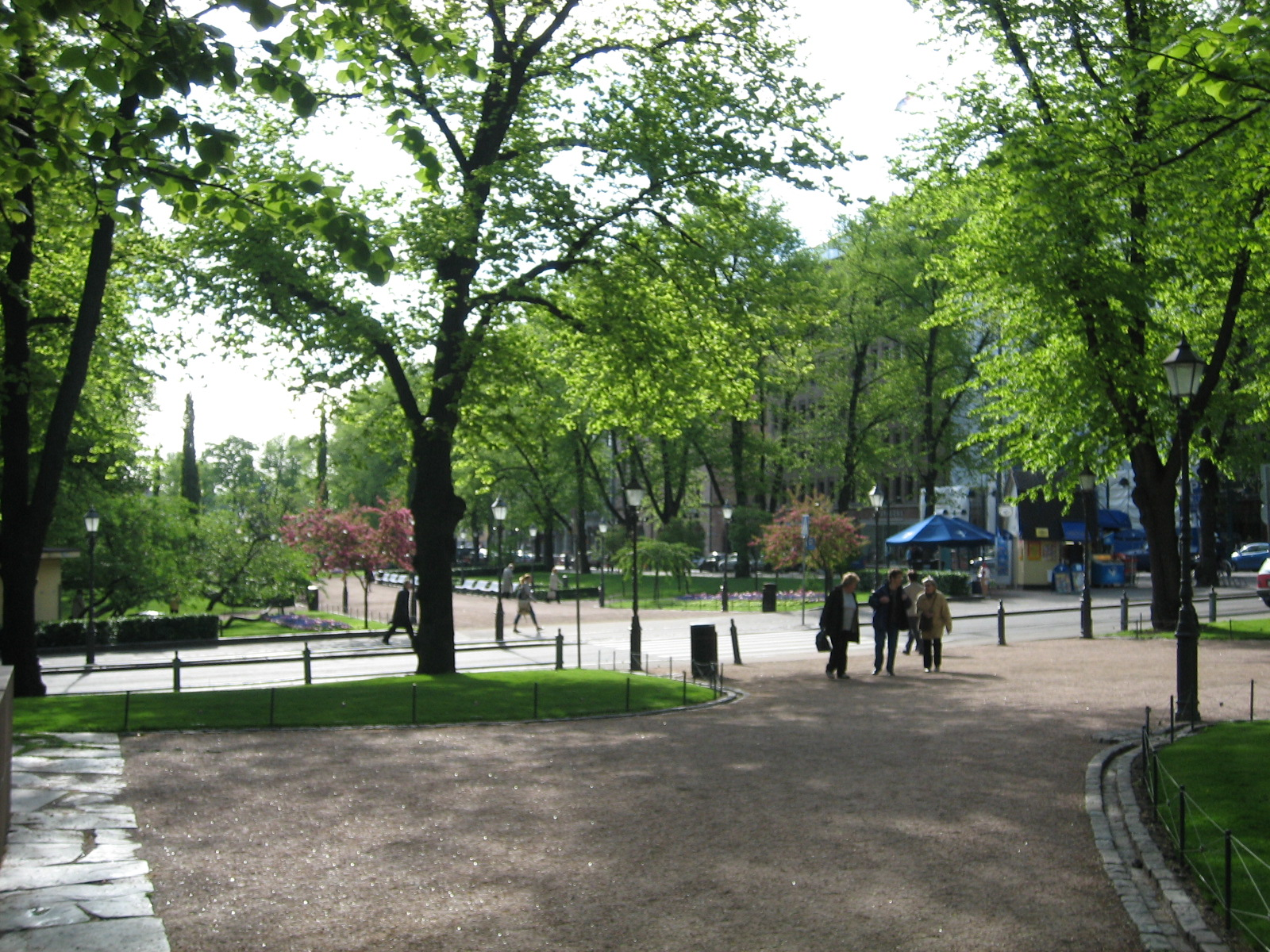
حديقة إسبلاندي بوسط هلسنكي في بداية يونيو.
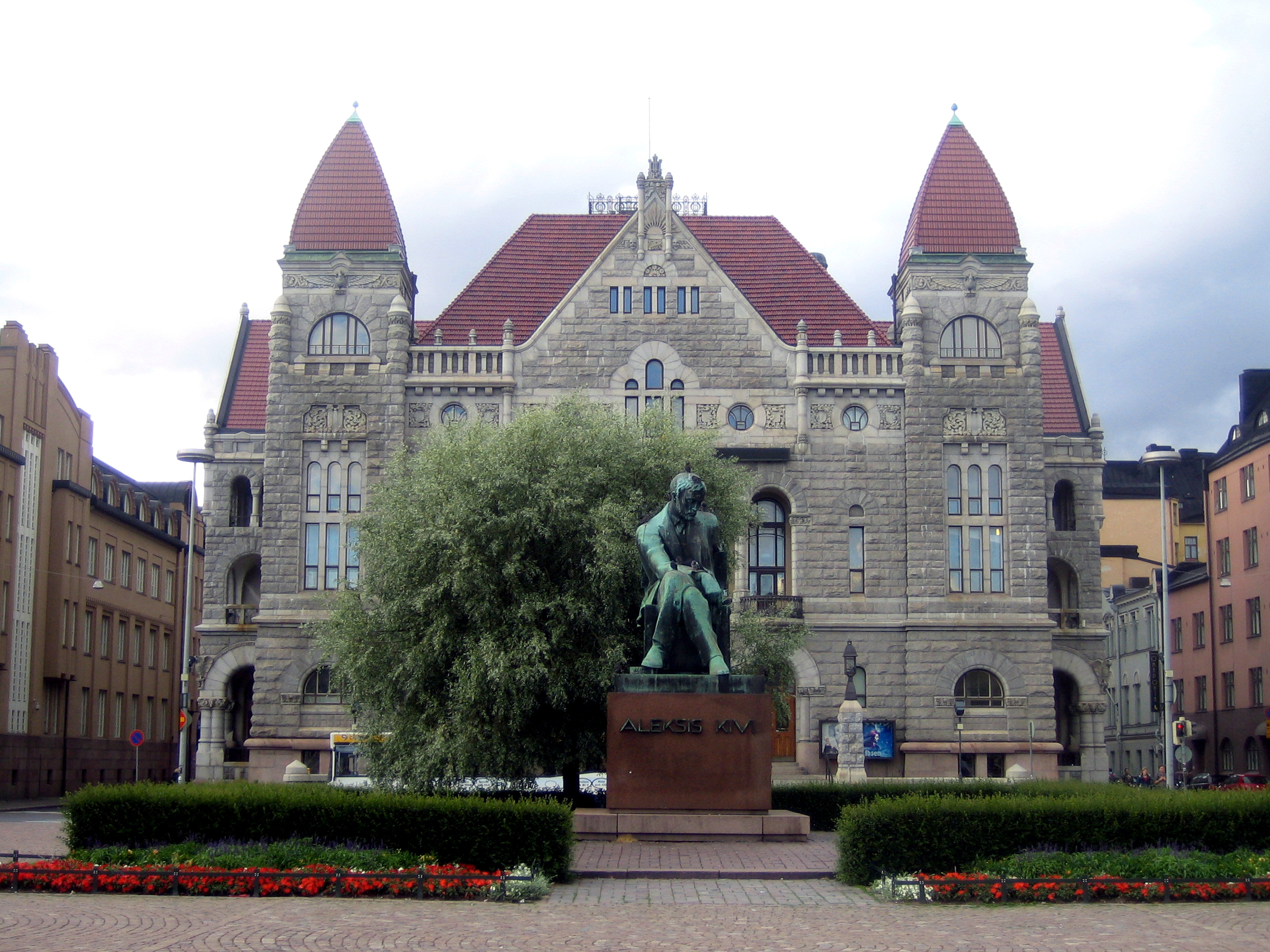
مسرح فنلندا الوطني وتمثال ألكسس كيفي بساحة راوتاتيينتوري.
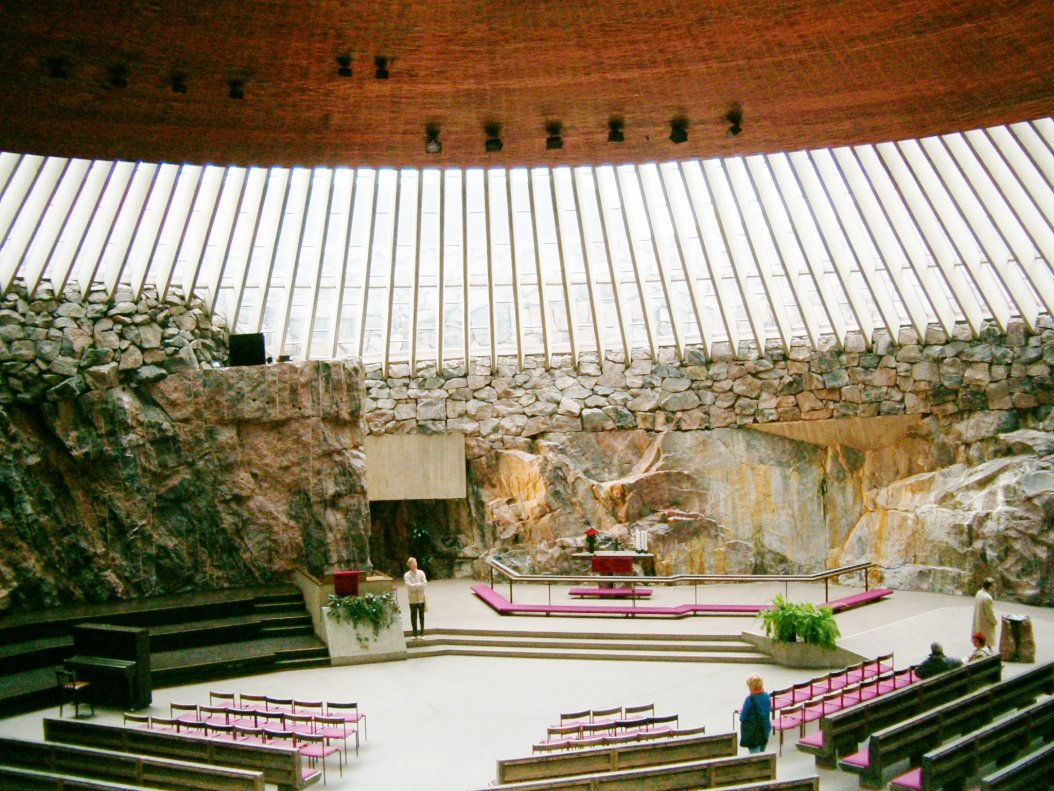
مذبح كنيسة تمبلياوكيو المبني تحت الأرض.
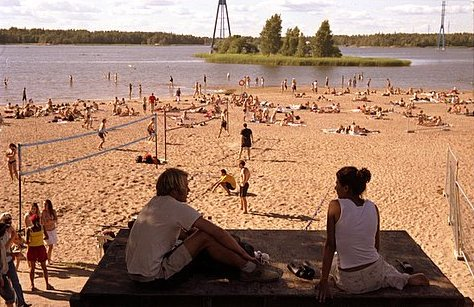
شاطئ هيتانييمي صيفاً.
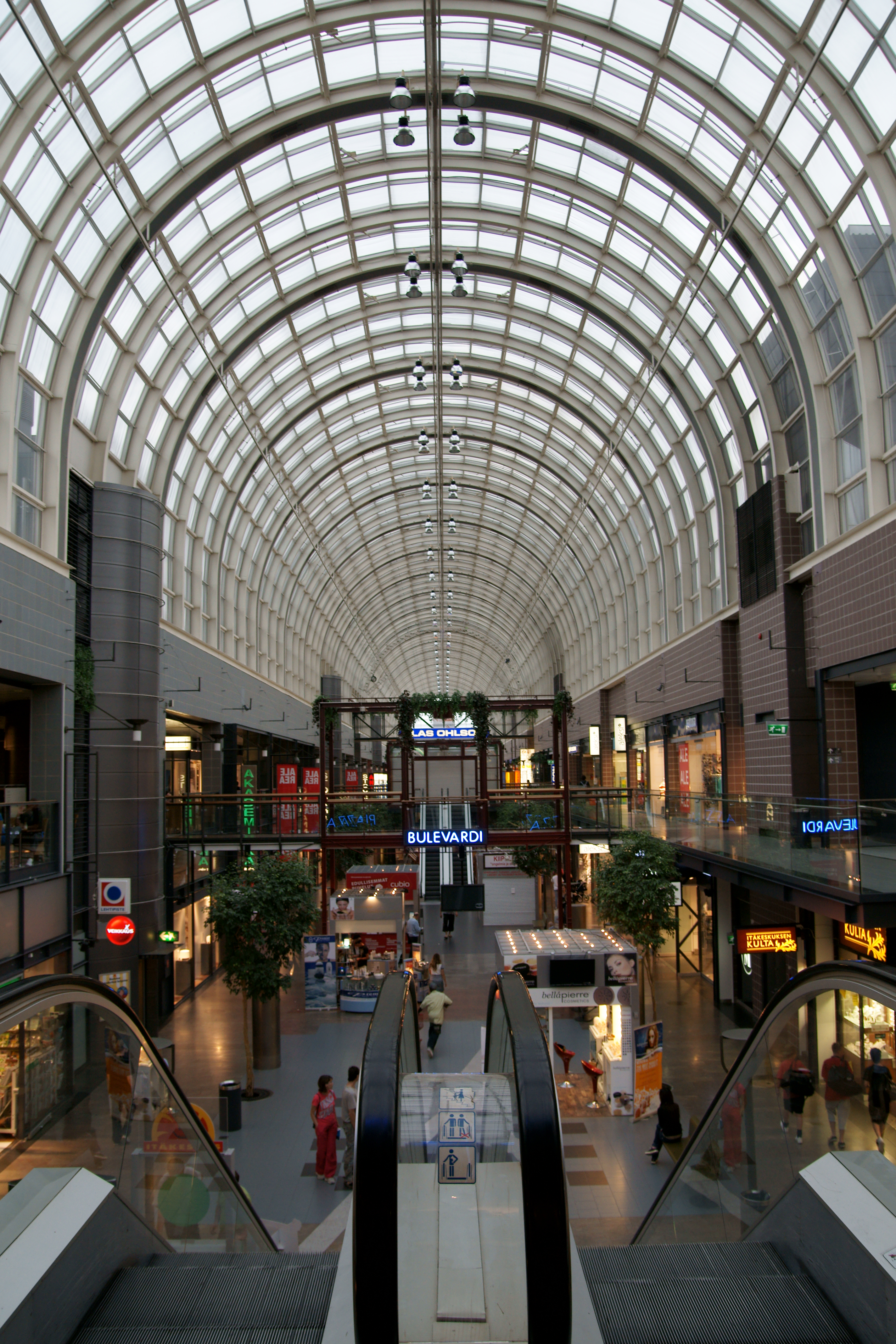
إتاكسكوس أكبر مركز في بلدان الشمال.
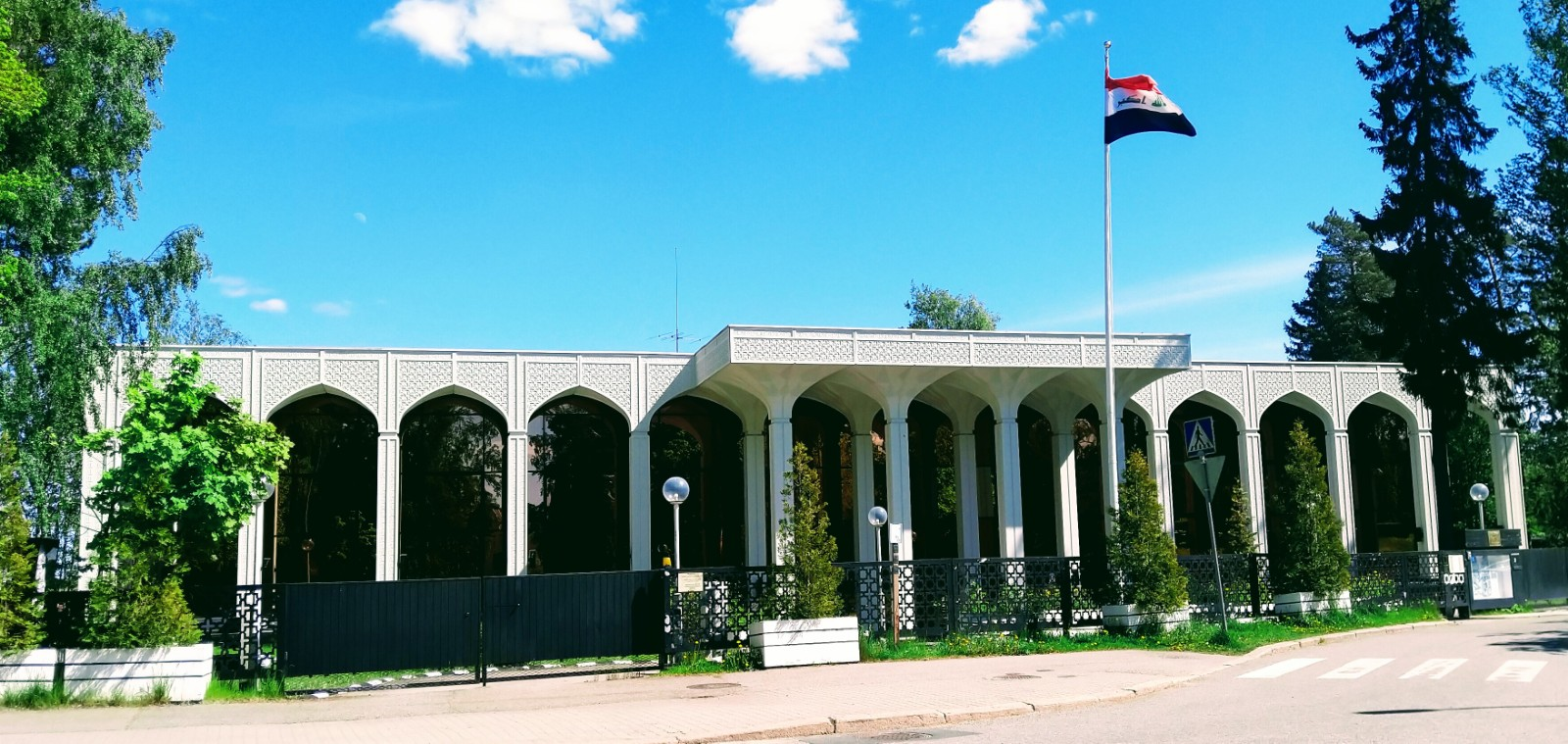
سفارة العراق في فنلندا.

## وصلات خارجية
- مناظر في وبالقرب وعبر هلسنكي في ويكيميديا كومنز
- Hel.fi – موقع رسمي (بالإنكليزية؛ ولغات أخرى)
- Visithelsinki.fi – الموقع الرسمي لسياحة مدينة هلسنكي
- Helsinki.mobi – Official mobile website
- Helsinki.fi – موقع المدينة الإلكتروني
- مطبوعة اسبوعية بالإنكليزية، HelsinkiTimes.info
- نظام المعلومات الجغرافية عن مدينة هلسنكي
- هلسنكي تايمز
- الحياة في هلسنكي
- هلسنكي عاصمة التصميم العالمي لعام 2012 الموقع الرسمي